# Liste des monuments historiques protégés en 1930
Cet article recense les monuments historiques français classés ou inscrits en 1930.

## Protections
| Édifice                                                                  | Commune                         | Département             | Région                     | Protection | Base Mérimée                         | Coordonnées                        | Image |
| ------------------------------------------------------------------------ | ------------------------------- | ----------------------- | -------------------------- | ---------- | ------------------------------------ | ---------------------------------- | ----- |
| Ferme de la Forêt                                                        | Courtes                         | Ain                     | Auvergne-Rhône-Alpes       | classé     | « PA00116387 », notice no PA00116387 | 46° 27′ 59″ nord, 5° 07′ 07″ est   |       |
| Église de l'Assomption                                                   | Lhuis                           | Ain                     | Auvergne-Rhône-Alpes       | classé     | « PA00116420 », notice no PA00116420 | 45° 44′ 46″ nord, 5° 32′ 05″ est   |       |
| Chapelle Saint-Barthélémy                                                | Montluel                        | Ain                     | Auvergne-Rhône-Alpes       | inscrit    | « PA00116432 », notice no PA00116432 | 45° 51′ 12″ nord, 5° 03′ 07″ est   |       |
| Maison Tary                                                              | Pérouges                        | Ain                     | Auvergne-Rhône-Alpes       | classé     | « PA00116491 », notice no PA00116491 | 45° 54′ 12″ nord, 5° 10′ 45″ est   |       |
| Maison Mandon                                                            | Pérouges                        | Ain                     | Auvergne-Rhône-Alpes       | classé     | « PA00116476 », notice no PA00116476 | 45° 54′ 10″ nord, 5° 10′ 49″ est   |       |
| Maison Bache                                                             | Pérouges                        | Ain                     | Auvergne-Rhône-Alpes       | classé     | « PA00116463 », notice no PA00116463 | 45° 54′ 13″ nord, 5° 10′ 48″ est   |       |
| Maison Devigne                                                           | Pérouges                        | Ain                     | Auvergne-Rhône-Alpes       | classé     | « PA00116466 », notice no PA00116466 | 45° 54′ 11″ nord, 5° 10′ 44″ est   |       |
| Ferme du Colombier                                                       | Saint-Sulpice                   | Ain                     | Auvergne-Rhône-Alpes       | classé     | « PA00116569 », notice no PA00116569 | 46° 19′ 14″ nord, 5° 02′ 21″ est   |       |
| Maison                                                                   | Crécy-sur-Serre                 | Aisne                   | Hauts-de-France            | inscrit    | « PA00115637 », notice no PA00115637 | 49° 41′ 45″ nord, 3° 37′ 26″ est   |       |
| Maison                                                                   | Laon                            | Aisne                   | Hauts-de-France            | classé     | « PA00115747 », notice no PA00115747 | 49° 33′ 52″ nord, 3° 37′ 06″ est   |       |
| Château de Marizy-Saint-Mard                                             | Marizy-Saint-Mard               | Aisne                   | Hauts-de-France            | classé     | « PA00115805 », notice no PA00115805 | 49° 10′ 47″ nord, 3° 13′ 27″ est   |       |
| Hôtel Dumoustier de Vastre                                               | Saint-Quentin                   | Aisne                   | Hauts-de-France            | inscrit    | « PA00115911 », notice no PA00115911 | 49° 50′ 38″ nord, 3° 17′ 29″ est   |       |
| Hôtel Joly de Bammeville                                                 | Saint-Quentin                   | Aisne                   | Hauts-de-France            | classé     | « PA00115912 », notice no PA00115912 | 49° 50′ 43″ nord, 3° 17′ 11″ est   |       |
| Porte des Canonniers                                                     | Saint-Quentin                   | Aisne                   | Hauts-de-France            | inscrit    | « PA00115914 », notice no PA00115914 | 49° 50′ 42″ nord, 3° 17′ 08″ est   |       |
| Église Saint-Patrocle                                                    | La Celle                        | Allier                  | Auvergne-Rhône-Alpes       | inscrit    | « PA00093032 », notice no PA00093032 | 46° 13′ 42″ nord, 2° 47′ 07″ est   |       |
| Château de Montgilbert                                                   | Ferrières-sur-Sichon            | Allier                  | Auvergne-Rhône-Alpes       | inscrit    | « PA00093102 », notice no PA00093102 | 46° 02′ 19″ nord, 3° 37′ 25″ est   |       |
| Maison des douze apôtres                                                 | Montluçon                       | Allier                  | Auvergne-Rhône-Alpes       | inscrit    | « PA00093174 », notice no PA00093174 | 46° 20′ 28″ nord, 2° 36′ 11″ est   |       |
| Maison Leboix                                                            | Montluçon                       | Allier                  | Auvergne-Rhône-Alpes       | inscrit    | « PA00093182 », notice no PA00093182 | 46° 20′ 28″ nord, 2° 36′ 10″ est   |       |
| Château de Murat                                                         | Murat                           | Allier                  | Auvergne-Rhône-Alpes       | inscrit    | « PA00093233 », notice no PA00093233 | 46° 24′ 00″ nord, 2° 54′ 25″ est   |       |
| Église Saint-Germain                                                     | Sauvagny                        | Allier                  | Auvergne-Rhône-Alpes       | classé     | « PA00093297 », notice no PA00093297 | 46° 26′ 39″ nord, 2° 49′ 11″ est   |       |
| Chapelle Saint-Paul                                                      | Saint-Michel-l'Observatoire     | Alpes-de-Haute-Provence | Provence-Alpes-Côte d'Azur | classé     | « PA00080471 », notice no PA00080471 | 43° 54′ 08″ nord, 5° 42′ 59″ est   |       |
| Fontaine de Senez                                                        | Senez                           | Alpes-de-Haute-Provence | Provence-Alpes-Côte d'Azur | inscrit    | « PA00080482 », notice no PA00080482 | 43° 54′ 49″ nord, 6° 24′ 28″ est   |       |
| Bastion Saint-André                                                      | Antibes                         | Alpes-Maritimes         | Provence-Alpes-Côte d'Azur | inscrit    | « PA00080660 », notice no PA00080660 | 43° 34′ 38″ nord, 7° 07′ 34″ est   |       |
| Église Saint-André de Burzet                                             | Burzet                          | Ardèche                 | Auvergne-Rhône-Alpes       | classé     | « PA00116678 », notice no PA00116678 | 44° 44′ 25″ nord, 4° 14′ 31″ est   |       |
| Hôtel du Sénéchal                                                        | Villeneuve-de-Berg              | Ardèche                 | Auvergne-Rhône-Alpes       | inscrit    | « PA00116850 », notice no PA00116850 | 44° 33′ 27″ nord, 4° 30′ 07″ est   |       |
| Église de la Décollation-de-Saint-Jean-Baptiste de Châtillon-sur-Bar     | Belleville-et-Châtillon-sur-Bar | Ardennes                | Grand Est                  | inscrit    | « PA00078346 », notice no PA00078346 | 49° 28′ 12″ nord, 4° 49′ 27″ est   |       |
| Église Saint-Martin de Raillicourt                                       | Raillicourt                     | Ardennes                | Grand Est                  | inscrit    | « PA00078483 », notice no PA00078483 | 49° 39′ 04″ nord, 4° 35′ 02″ est   |       |
| Cimetière de Saint-Morel                                                 | Saint-Morel                     | Ardennes                | Grand Est                  | classé     | « PA00078505 », notice no PA00078505 | 49° 20′ 28″ nord, 4° 41′ 38″ est   |       |
| Église Saint-Crépin-Saint-Crépinien de Saulces-Champenoises              | Saulces-Champenoises            | Ardennes                | Grand Est                  | inscrit    | « PA00078511 », notice no PA00078511 | 49° 26′ 57″ nord, 4° 30′ 16″ est   |       |
| Couvent des Cordeliers de La Cassine                                     | Vendresse                       | Ardennes                | Grand Est                  | inscrit    | « PA00078358 », notice no PA00078358 | 49° 34′ 38″ nord, 4° 48′ 47″ est   |       |
| Porte d'Avail                                                            | Mirepoix                        | Ariège                  | Occitanie                  | classé     | « PA00093883 », notice no PA00093883 | 43° 05′ 19″ nord, 1° 52′ 20″ est   |       |
| Hôtel de sous-préfecture                                                 | Bar-sur-Aube                    | Aube                    | Grand Est                  | inscrit    | « PA00078042 », notice no PA00078042 | 48° 13′ 52″ nord, 4° 42′ 28″ est   |       |
| Château                                                                  | Barberey-Saint-Sulpice          | Aube                    | Grand Est                  | inscrit    | « PA00078048 », notice no PA00078048 | 48° 20′ 15″ nord, 4° 02′ 15″ est   |       |
| Croix de mission                                                         | Brienne-le-Château              | Aube                    | Grand Est                  | inscrit    | « PA00078063 », notice no PA00078063 | 48° 23′ 37″ nord, 4° 31′ 35″ est   |       |
| Halles                                                                   | Brienne-le-Château              | Aube                    | Grand Est                  | classé     | « PA00078066 », notice no PA00078066 | 48° 23′ 30″ nord, 4° 31′ 29″ est   |       |
| Chapelle Sainte-Madeleine                                                | La Saulsotte                    | Aube                    | Grand Est                  | inscrit    | « PA00078235 », notice no PA00078235 | 48° 33′ 07″ nord, 3° 29′ 32″ est   |       |
| Hôtel de ville                                                           | Troyes                          | Aube                    | Grand Est                  | inscrit    | « PA00078272 », notice no PA00078272 | 48° 17′ 51″ nord, 4° 04′ 27″ est   |       |
| Chambre de commerce                                                      | Troyes                          | Aube                    | Grand Est                  | inscrit    | « PA00078253 », notice no PA00078253 | 48° 17′ 45″ nord, 4° 04′ 18″ est   |       |
| Inscription commémorative du passage de Louis XIII                       | Bram                            | Aude                    | Occitanie                  | inscrit    | « PA00102574 », notice no PA00102574 | 43° 14′ 39″ nord, 2° 06′ 51″ est   |       |
| Maison Sibra                                                             | Lagrasse                        | Aude                    | Occitanie                  | classé     | « PA00102714 », notice no PA00102714 | 43° 05′ 30″ nord, 2° 37′ 09″ est   |       |
| Tour de Plaisance                                                        | Lagrasse                        | Aude                    | Occitanie                  | inscrit    | « PA00102725 », notice no PA00102725 | 43° 05′ 21″ nord, 2° 37′ 09″ est   |       |
| Église Notre-Dame                                                        | Castelnau-Pégayrols             | Aveyron                 | Occitanie                  | classé     | « PA00093992 », notice no PA00093992 | 44° 07′ 48″ nord, 2° 56′ 05″ est   |       |
| Pont sur le Dourdou                                                      | Conques                         | Aveyron                 | Occitanie                  | inscrit    | « PA00094000 », notice no PA00094000 | 44° 35′ 53″ nord, 2° 23′ 33″ est   |       |
| Maison Bermont                                                           | Montjaux                        | Aveyron                 | Occitanie                  | inscrit    | « PA00094070 », notice no PA00094070 | 44° 06′ 09″ nord, 2° 54′ 20″ est   |       |
| Église Notre-Dame-des-Champs                                             | Mostuéjouls                     | Aveyron                 | Occitanie                  | classé     | « PA00094075 », notice no PA00094075 | 44° 11′ 56″ nord, 3° 10′ 47″ est   |       |
| Église Saint-Sauveur                                                     | Mostuéjouls                     | Aveyron                 | Occitanie                  | classé     | « PA00094076 », notice no PA00094076 | 44° 12′ 09″ nord, 3° 11′ 40″ est   |       |
| Église Saint-Martin                                                      | Mur-de-Barrez                   | Aveyron                 | Occitanie                  | classé     | « PA00094078 », notice no PA00094078 | 44° 53′ 02″ nord, 2° 40′ 19″ est   |       |
| Collégiale Saint-Sernin                                                  | Saint-Sernin-sur-Rance          | Aveyron                 | Occitanie                  | classé     | « PA00094165 », notice no PA00094165 | 43° 52′ 57″ nord, 2° 36′ 09″ est   |       |
| Église Saint-Dalmazy                                                     | Sévérac-le-Château              | Aveyron                 | Occitanie                  | classé     | « PA00094187 », notice no PA00094187 | 44° 18′ 59″ nord, 3° 06′ 15″ est   |       |
| Structure funéraire                                                      | Altorf                          | Bas-Rhin                | Grand Est                  | classé     | « PA00084583 », notice no PA00084583 |                                    |       |
| Puits Sainte-Richarde                                                    | Andlau                          | Bas-Rhin                | Grand Est                  | classé     | « PA00084592 », notice no PA00084592 | 48° 23′ 14″ nord, 7° 24′ 59″ est   |       |
| Église Saint-Louis                                                       | Birkenwald                      | Bas-Rhin                | Grand Est                  | inscrit    | « PA00084618 », notice no PA00084618 | 48° 39′ 33″ nord, 7° 20′ 39″ est   |       |
| Château                                                                  | Birkenwald                      | Bas-Rhin                | Grand Est                  | inscrit    | « PA00084617 », notice no PA00084617 | 48° 39′ 31″ nord, 7° 20′ 38″ est   |       |
| Église Saint-Médard                                                      | Bœrsch                          | Bas-Rhin                | Grand Est                  | inscrit    | « PA00084630 », notice no PA00084630 | 48° 28′ 40″ nord, 7° 26′ 24″ est   |       |
| Hôtel de ville                                                           | Bœrsch                          | Bas-Rhin                | Grand Est                  | inscrit    | « PA00084631 », notice no PA00084631 | 48° 28′ 39″ nord, 7° 26′ 24″ est   |       |
| Maison                                                                   | Bœrsch                          | Bas-Rhin                | Grand Est                  | inscrit    | « PA00084633 », notice no PA00084633 | 48° 28′ 44″ nord, 7° 26′ 20″ est   |       |
| Corps de garde                                                           | Bœrsch                          | Bas-Rhin                | Grand Est                  | inscrit    | « PA00084629 », notice no PA00084629 | 48° 28′ 40″ nord, 7° 26′ 23″ est   |       |
| Puits Renaissance                                                        | Bœrsch                          | Bas-Rhin                | Grand Est                  | inscrit    | « PA00084635 », notice no PA00084635 | 48° 28′ 44″ nord, 7° 26′ 22″ est   |       |
| Chapelle avec Mont des Oliviers                                          | Bœrsch                          | Bas-Rhin                | Grand Est                  | inscrit    | « PA00084628 », notice no PA00084628 | 48° 28′ 41″ nord, 7° 26′ 25″ est   |       |
| Maison                                                                   | Bœrsch                          | Bas-Rhin                | Grand Est                  | classé     | « PA00084632 », notice no PA00084632 | 48° 28′ 42″ nord, 7° 26′ 20″ est   |       |
| Église luthérienne                                                       | Bouxwiller                      | Bas-Rhin                | Grand Est                  | inscrit    | « PA00084645 », notice no PA00084645 | 48° 49′ 26″ nord, 7° 28′ 50″ est   |       |
| Hôtel de ville                                                           | Bouxwiller                      | Bas-Rhin                | Grand Est                  | inscrit    | « PA00084646 », notice no PA00084646 | 48° 49′ 30″ nord, 7° 28′ 57″ est   |       |
| Maison du receveur ecclésiastique                                        | Bouxwiller                      | Bas-Rhin                | Grand Est                  | inscrit    | « PA00084648 », notice no PA00084648 | 48° 49′ 26″ nord, 7° 28′ 53″ est   |       |
| Maison Siegler                                                           | Bouxwiller                      | Bas-Rhin                | Grand Est                  | inscrit    | « PA00084649 », notice no PA00084649 | 48° 49′ 26″ nord, 7° 28′ 52″ est   |       |
| Maison                                                                   | Bouxwiller                      | Bas-Rhin                | Grand Est                  | inscrit    | « PA00084655 », notice no PA00084655 | 48° 49′ 25″ nord, 7° 28′ 54″ est   |       |
| Maison Pflüger                                                           | Bouxwiller                      | Bas-Rhin                | Grand Est                  | inscrit    | « PA00084650 », notice no PA00084650 | 48° 49′ 27″ nord, 7° 28′ 53″ est   |       |
| Maison                                                                   | Bouxwiller                      | Bas-Rhin                | Grand Est                  | inscrit    | « PA00084653 », notice no PA00084653 | 48° 49′ 27″ nord, 7° 28′ 49″ est   |       |
| Maison                                                                   | Bouxwiller                      | Bas-Rhin                | Grand Est                  | inscrit    | « PA00084656 », notice no PA00084656 | 48° 49′ 28″ nord, 7° 28′ 49″ est   |       |
| Église Saint-Léger                                                       | Bouxwiller                      | Bas-Rhin                | Grand Est                  | inscrit    | « PA00084644 », notice no PA00084644 | 48° 49′ 23″ nord, 7° 28′ 42″ est   |       |
| Jardin de l'hôpital                                                      | Bouxwiller                      | Bas-Rhin                | Grand Est                  | inscrit    | « PA00084647 », notice no PA00084647 | 48° 49′ 27″ nord, 7° 28′ 59″ est   |       |
| Maison                                                                   | Bouxwiller                      | Bas-Rhin                | Grand Est                  | inscrit    | « PA00084651 », notice no PA00084651 | 48° 49′ 28″ nord, 7° 28′ 51″ est   |       |
| Maison                                                                   | Bouxwiller                      | Bas-Rhin                | Grand Est                  | inscrit    | « PA00084652 », notice no PA00084652 | 48° 49′ 29″ nord, 7° 28′ 51″ est   |       |
| Maison                                                                   | Bouxwiller                      | Bas-Rhin                | Grand Est                  | inscrit    | « PA00084654 », notice no PA00084654 | 48° 49′ 30″ nord, 7° 28′ 54″ est   |       |
| Maison                                                                   | Dambach-la-Ville                | Bas-Rhin                | Grand Est                  | inscrit    | « PA00084683 », notice no PA00084683 | 48° 19′ 26″ nord, 7° 25′ 29″ est   |       |
| Maison                                                                   | Dambach-la-Ville                | Bas-Rhin                | Grand Est                  | inscrit    | « PA00084682 », notice no PA00084682 | 48° 19′ 23″ nord, 7° 25′ 29″ est   |       |
| Maison                                                                   | Dambach-la-Ville                | Bas-Rhin                | Grand Est                  | inscrit    | « PA00084686 », notice no PA00084686 | 48° 19′ 32″ nord, 7° 25′ 28″ est   |       |
| Maison                                                                   | Dambach-la-Ville                | Bas-Rhin                | Grand Est                  | inscrit    | « PA00084689 », notice no PA00084689 | 48° 19′ 25″ nord, 7° 25′ 27″ est   |       |
| Hôtel de ville                                                           | Dambach-la-Ville                | Bas-Rhin                | Grand Est                  | inscrit    | « PA00084681 », notice no PA00084681 | 48° 19′ 24″ nord, 7° 25′ 30″ est   |       |
| Maison                                                                   | Dambach-la-Ville                | Bas-Rhin                | Grand Est                  | inscrit    | « PA00084687 », notice no PA00084687 | 48° 19′ 33″ nord, 7° 25′ 29″ est   |       |
| Chapelle Notre-Dame (chapelle de la Vierge)                              | Dambach-la-Ville                | Bas-Rhin                | Grand Est                  | inscrit    | « PA00084675 », notice no PA00084675 | 48° 19′ 41″ nord, 7° 25′ 24″ est   |       |
| Stockbrunnen                                                             | Dambach-la-Ville                | Bas-Rhin                | Grand Est                  | inscrit    | « PA00084679 », notice no PA00084679 | 48° 19′ 25″ nord, 7° 25′ 30″ est   |       |
| Fortifications                                                           | Dambach-la-Ville                | Bas-Rhin                | Grand Est                  | inscrit    | « PA00084680 », notice no PA00084680 | 48° 19′ 25″ nord, 7° 25′ 41″ est   |       |
| Auberge de la Couronne                                                   | Dambach-la-Ville                | Bas-Rhin                | Grand Est                  | inscrit    | « PA00084674 », notice no PA00084674 | 48° 19′ 24″ nord, 7° 25′ 29″ est   |       |
| Maison                                                                   | Dambach-la-Ville                | Bas-Rhin                | Grand Est                  | inscrit    | « PA00084685 », notice no PA00084685 | 48° 19′ 32″ nord, 7° 25′ 29″ est   |       |
| Large Stein                                                              | Dorlisheim                      | Bas-Rhin                | Grand Est                  | classé     | « PA00084696 », notice no PA00084696 | 48° 31′ 52″ nord, 7° 30′ 54″ est   |       |
| Église Saint-Nicolas                                                     | Haguenau                        | Bas-Rhin                | Grand Est                  | inscrit    | « PA00084725 », notice no PA00084725 | 48° 49′ 13″ nord, 7° 47′ 32″ est   |       |
| Porte des Chevaliers                                                     | Haguenau                        | Bas-Rhin                | Grand Est                  | inscrit    | « PA00084738 », notice no PA00084738 | 48° 49′ 05″ nord, 7° 47′ 14″ est   |       |
| Hôtel de Fleckenstein                                                    | Haguenau                        | Bas-Rhin                | Grand Est                  | inscrit    | « PA00084729 », notice no PA00084729 | 48° 48′ 51″ nord, 7° 47′ 29″ est   |       |
| Hôtel du Commandant-de-la-Place                                          | Haguenau                        | Bas-Rhin                | Grand Est                  | inscrit    | « PA00084731 », notice no PA00084731 | 48° 48′ 48″ nord, 7° 47′ 21″ est   |       |
| Maison à la Cour verte                                                   | Haguenau                        | Bas-Rhin                | Grand Est                  | inscrit    | « PA00084737 », notice no PA00084737 | 48° 49′ 01″ nord, 7° 47′ 32″ est   |       |
| Porte de Wissembourg                                                     | Haguenau                        | Bas-Rhin                | Grand Est                  | inscrit    | « PA00084739 », notice no PA00084739 | 48° 49′ 16″ nord, 7° 47′ 29″ est   |       |
| Hôpital civil                                                            | Haguenau                        | Bas-Rhin                | Grand Est                  | inscrit    | « PA00084728 », notice no PA00084728 | 48° 48′ 54″ nord, 7° 47′ 19″ est   |       |
| Hôtel de Koenigsbruck                                                    | Haguenau                        | Bas-Rhin                | Grand Est                  | inscrit    | « PA00084732 », notice no PA00084732 | 48° 49′ 00″ nord, 7° 47′ 33″ est   |       |
| Hôtel Barth                                                              | Haguenau                        | Bas-Rhin                | Grand Est                  | inscrit    | « PA00084733 », notice no PA00084733 | 48° 48′ 50″ nord, 7° 47′ 16″ est   |       |
| Maison                                                                   | Haguenau                        | Bas-Rhin                | Grand Est                  | inscrit    | « PA00084736 », notice no PA00084736 | 48° 48′ 53″ nord, 7° 47′ 27″ est   |       |
| Église Saint-Georges                                                     | Haguenau                        | Bas-Rhin                | Grand Est                  | classé     | « PA00084724 », notice no PA00084724 | 48° 48′ 50″ nord, 7° 47′ 12″ est   |       |
| Grenier Saint-Georges                                                    | Haguenau                        | Bas-Rhin                | Grand Est                  | inscrit    | « PA00084735 », notice no PA00084735 | 48° 48′ 46″ nord, 7° 47′ 07″ est   |       |
| Thermes gallo-romains                                                    | Mackwiller                      | Bas-Rhin                | Grand Est                  | classé     | « PA00084781 », notice no PA00084781 | 48° 55′ 26″ nord, 7° 10′ 44″ est   |       |
| Cour d'Altorf                                                            | Molsheim                        | Bas-Rhin                | Grand Est                  | inscrit    | « PA00084795 », notice no PA00084795 | 48° 32′ 28″ nord, 7° 29′ 23″ est   |       |
| Grande croix de cimetière                                                | Molsheim                        | Bas-Rhin                | Grand Est                  | inscrit    | « PA00084797 », notice no PA00084797 | 48° 32′ 21″ nord, 7° 30′ 05″ est   |       |
| Maison                                                                   | Molsheim                        | Bas-Rhin                | Grand Est                  | inscrit    | « PA00084800 », notice no PA00084800 | 48° 32′ 29″ nord, 7° 29′ 35″ est   |       |
| Dompeter                                                                 | Molsheim                        | Bas-Rhin                | Grand Est                  | inscrit    | « PA00084594 », notice no PA00084594 | 48° 33′ 24″ nord, 7° 30′ 19″ est   |       |
| Maison                                                                   | Obernai                         | Bas-Rhin                | Grand Est                  | inscrit    | « PA00084860 », notice no PA00084860 | 48° 27′ 44″ nord, 7° 28′ 53″ est   |       |
| Maison                                                                   | Obernai                         | Bas-Rhin                | Grand Est                  | inscrit    | « PA00084857 », notice no PA00084857 | 48° 27′ 40″ nord, 7° 28′ 55″ est   |       |
| Maison                                                                   | Obernai                         | Bas-Rhin                | Grand Est                  | inscrit    | « PA00084862 », notice no PA00084862 | 48° 27′ 42″ nord, 7° 28′ 33″ est   |       |
| Chapelle Sainte-Marie-du-Chêne                                           | Plobsheim                       | Bas-Rhin                | Grand Est                  | inscrit    | « PA00084895 », notice no PA00084895 | 48° 27′ 35″ nord, 7° 42′ 49″ est   |       |
| Maison                                                                   | Rosheim                         | Bas-Rhin                | Grand Est                  | inscrit    | « PA00084912 », notice no PA00084912 | 48° 29′ 44″ nord, 7° 27′ 53″ est   |       |
| Maison                                                                   | Rosheim                         | Bas-Rhin                | Grand Est                  | inscrit    | « PA00084910 », notice no PA00084910 | 48° 29′ 43″ nord, 7° 27′ 59″ est   |       |
| Maison                                                                   | Rosheim                         | Bas-Rhin                | Grand Est                  | inscrit    | « PA00084913 », notice no PA00084913 | 48° 29′ 46″ nord, 7° 28′ 02″ est   |       |
| Maison                                                                   | Rosheim                         | Bas-Rhin                | Grand Est                  | inscrit    | « PA00084914 », notice no PA00084914 | 48° 29′ 47″ nord, 7° 28′ 15″ est   |       |
| Maison                                                                   | Rosheim                         | Bas-Rhin                | Grand Est                  | inscrit    | « PA00084915 », notice no PA00084915 | 48° 29′ 44″ nord, 7° 27′ 53″ est   |       |
| Puits à six seaux                                                        | Rosheim                         | Bas-Rhin                | Grand Est                  | inscrit    | « PA00084916 », notice no PA00084916 | 48° 29′ 46″ nord, 7° 28′ 08″ est   |       |
| Hôtel de Wangen                                                          | Saverne                         | Bas-Rhin                | Grand Est                  | inscrit    | « PA00084958 », notice no PA00084958 | 48° 44′ 23″ nord, 7° 21′ 50″ est   |       |
| Maison                                                                   | Saverne                         | Bas-Rhin                | Grand Est                  | inscrit    | « PA00084966 », notice no PA00084966 | 48° 44′ 22″ nord, 7° 21′ 54″ est   |       |
| Maison Ziegler                                                           | Sélestat                        | Bas-Rhin                | Grand Est                  | inscrit    | « PA00085000 », notice no PA00085000 | 48° 15′ 34″ nord, 7° 27′ 07″ est   |       |
| Hôtel Cetty                                                              | Sélestat                        | Bas-Rhin                | Grand Est                  | inscrit    | « PA00084983 », notice no PA00084983 | 48° 15′ 33″ nord, 7° 27′ 05″ est   |       |
| Maison                                                                   | Sélestat                        | Bas-Rhin                | Grand Est                  | inscrit    | « PA00084999 », notice no PA00084999 | 48° 15′ 31″ nord, 7° 27′ 07″ est   |       |
| Maison                                                                   | Sélestat                        | Bas-Rhin                | Grand Est                  | inscrit    | « PA00084998 », notice no PA00084998 | 48° 15′ 37″ nord, 7° 27′ 13″ est   |       |
| Maison Ferrier                                                           | Strasbourg                      | Bas-Rhin                | Grand Est                  | inscrit    | « PA00085117 », notice no PA00085117 | 48° 34′ 54″ nord, 7° 44′ 37″ est   |       |
| Hôtel du Corbeau                                                         | Strasbourg                      | Bas-Rhin                | Grand Est                  | classé     | « PA00085051 », notice no PA00085051 | 48° 34′ 45″ nord, 7° 45′ 08″ est   |       |
| Thermes gallo-romains de Mackwiller                                      | Waldhambach                     | Bas-Rhin                | Grand Est                  | classé     | « PA00085209 », notice no PA00085209 | 48° 55′ 26″ nord, 7° 10′ 44″ est   |       |
| Église Saint-Michel                                                      | Weyersheim                      | Bas-Rhin                | Grand Est                  | inscrit    | « PA00085235 », notice no PA00085235 | 48° 43′ 06″ nord, 7° 48′ 08″ est   |       |
| Abbatiale Saint-Pierre-et-Saint-Paul                                     | Wissembourg                     | Bas-Rhin                | Grand Est                  | classé     | « PA00085247 », notice no PA00085247 | 49° 02′ 14″ nord, 7° 56′ 31″ est   |       |
| Mosaïque du clos des Tilleuls                                            | Aix-en-Provence                 | Bouches-du-Rhône        | Provence-Alpes-Côte d'Azur | inscrit    | « PA00081092 », notice no PA00081092 | 43° 32′ 36″ nord, 5° 24′ 26″ est   |       |
| Maison Nicolas Martel                                                    | Les Baux-de-Provence            | Bouches-du-Rhône        | Provence-Alpes-Côte d'Azur | inscrit    | « PA00081220 », notice no PA00081220 |                                    |       |
| Église Saint-André                                                       | Bouc-Bel-Air                    | Bouches-du-Rhône        | Provence-Alpes-Côte d'Azur | inscrit    | « PA00081228 », notice no PA00081228 | 43° 27′ 07″ nord, 5° 24′ 47″ est   |       |
| Maison                                                                   | Eyguières                       | Bouches-du-Rhône        | Provence-Alpes-Côte d'Azur | inscrit    | « PA00081254 », notice no PA00081254 | 43° 41′ 41″ nord, 5° 01′ 50″ est   |       |
| Porte d'Arles                                                            | Istres                          | Bouches-du-Rhône        | Provence-Alpes-Côte d'Azur | classé     | « PA00081288 », notice no PA00081288 | 43° 30′ 54″ nord, 4° 59′ 15″ est   |       |
| Maison de Frédéric Mistral                                               | Maillane                        | Bouches-du-Rhône        | Provence-Alpes-Côte d'Azur | classé     | « PA00081316 », notice no PA00081316 | 43° 49′ 53″ nord, 4° 46′ 58″ est   |       |
| Maison du Lézard                                                         | Maillane                        | Bouches-du-Rhône        | Provence-Alpes-Côte d'Azur | classé     | « PA00081317 », notice no PA00081317 | 43° 49′ 54″ nord, 4° 46′ 58″ est   |       |
| Hôtel du Commandant du 15e corps                                         | Marseille                       | Bouches-du-Rhône        | Provence-Alpes-Côte d'Azur | inscrit    | « PA00081347 », notice no PA00081347 | 43° 17′ 26″ nord, 5° 22′ 43″ est   |       |
| Fort de Bouc (Phare du Fort de Bouc)                                     | Martigues                       | Bouches-du-Rhône        | Provence-Alpes-Côte d'Azur | inscrit    | « PA00081379 », notice no PA00081379 | 43° 23′ 37″ nord, 4° 59′ 09″ est   |       |
| Porte Saint-Jean                                                         | Tarascon                        | Bouches-du-Rhône        | Provence-Alpes-Côte d'Azur | inscrit    | « PA00081485 », notice no PA00081485 | 43° 48′ 12″ nord, 4° 39′ 36″ est   |       |
| Temple romain de Château-Bas                                             | Vernègues                       | Bouches-du-Rhône        | Provence-Alpes-Côte d'Azur | classé     | « PA00081493 », notice no PA00081493 | 43° 40′ 55″ nord, 5° 11′ 50″ est   |       |
| Église Saint-Germain                                                     | Airan                           | Calvados                | Normandie                  | classé     | « PA00111008 », notice no PA00111008 | 49° 06′ 04″ nord, 0° 09′ 09″ ouest |       |
| Chapelle Saint-Clair                                                     | Banneville-sur-Ajon             | Calvados                | Normandie                  | classé     | « PA00111031 », notice no PA00111031 | 49° 04′ 19″ nord, 0° 33′ 45″ ouest |       |
| Maison La Taverne                                                        | Barou-en-Auge                   | Calvados                | Normandie                  | inscrit    | « PA00111038 », notice no PA00111038 | 48° 55′ 57″ nord, 0° 02′ 41″ ouest |       |
| Église de la Nativité-Notre-Dame                                         | Beaumais                        | Calvados                | Normandie                  | classé     | « PA00111072 », notice no PA00111072 | 48° 53′ 43″ nord, 0° 04′ 35″ ouest |       |
| Château de Bénouville                                                    | Bénouville                      | Calvados                | Normandie                  | classé     | « PA00111079 », notice no PA00111079 | 49° 14′ 11″ nord, 0° 16′ 52″ ouest |       |
| Église Notre-Dame                                                        | Blangy-le-Château               | Calvados                | Normandie                  | inscrit    | « PA00111099 », notice no PA00111099 | 49° 14′ 44″ nord, 0° 16′ 39″ est   |       |
| Hôtel de Than                                                            | Caen                            | Calvados                | Normandie                  | classé     | « PA00111155 », notice no PA00111155 | 49° 10′ 59″ nord, 0° 21′ 41″ ouest |       |
| Poterne du château de Crèvecœur-en-Auge                                  | Crèvecœur-en-Auge               | Calvados                | Normandie                  | classé     | « PA00111834 », notice no PA00111834 | 49° 07′ 24″ nord, 0° 00′ 45″ est   |       |
| Fortifications                                                           | Falaise                         | Calvados                | Normandie                  | classé     | « PA00111315 », notice no PA00111315 | 48° 53′ 52″ nord, 0° 12′ 04″ ouest |       |
| Maison à pans de bois                                                    | Falaise                         | Calvados                | Normandie                  | classé     | « PA00111324 », notice no PA00111324 |                                    |       |
| Château de Fauguernon                                                    | Fauguernon                      | Calvados                | Normandie                  | inscrit    | « PA00111329 », notice no PA00111329 | 49° 11′ 29″ nord, 0° 16′ 06″ est   |       |
| Château de Fresney                                                       | Fresney-le-Puceux               | Calvados                | Normandie                  | classé     | « PA00111356 », notice no PA00111356 | 49° 03′ 43″ nord, 0° 22′ 13″ ouest |       |
| Puits de l'angle de la rue du Puits et de la rue Bucaille                | Honfleur                        | Calvados                | Normandie                  | inscrit    | « PA00111442 », notice no PA00111442 | 49° 25′ 13″ nord, 0° 13′ 43″ est   |       |
| Maison                                                                   | Honfleur                        | Calvados                | Normandie                  | inscrit    | « PA00111401 », notice no PA00111401 | 49° 25′ 20″ nord, 0° 13′ 56″ est   |       |
| Maison                                                                   | Honfleur                        | Calvados                | Normandie                  | inscrit    | « PA00111400 », notice no PA00111400 | 49° 25′ 20″ nord, 0° 13′ 56″ est   |       |
| Château de Juvigny-sur-Seulles                                           | Juvigny-sur-Seulles             | Calvados                | Normandie                  | inscrit    | « PA00111462 », notice no PA00111462 | 49° 09′ 21″ nord, 0° 36′ 46″ ouest |       |
| Maison (détruite)                                                        | Lisieux                         | Calvados                | Normandie                  | classé     | « PA00111484 », notice no PA00111484 |                                    |       |
| Ferme en pans de bois                                                    | Le Mesnil-Mauger                | Calvados                | Normandie                  | inscrit    | « PA00111542 », notice no PA00111542 | 49° 05′ 15″ nord, 0° 01′ 08″ est   |       |
| Manoir d'Écajeul                                                         | Le Mesnil-Mauger                | Calvados                | Normandie                  | classé     | « PA00111544 », notice no PA00111544 | 49° 04′ 36″ nord, 0° 00′ 17″ est   |       |
| Château de Malou                                                         | Norolles                        | Calvados                | Normandie                  | inscrit    | « PA00111568 », notice no PA00111568 | 49° 12′ 08″ nord, 0° 14′ 20″ est   |       |
| Église Sainte-Anne                                                       | Norrey-en-Auge                  | Calvados                | Normandie                  | classé     | « PA00111573 », notice no PA00111573 | 48° 54′ 46″ nord, 0° 00′ 55″ ouest |       |
| Église Saint-Denis                                                       | Pierrefitte-en-Auge             | Calvados                | Normandie                  | classé     | « PA00111599 », notice no PA00111599 | 49° 15′ 31″ nord, 0° 12′ 06″ est   |       |
| Maison à pans de bois                                                    | Pont-l'Évêque                   | Calvados                | Normandie                  | inscrit    | « PA00111608 », notice no PA00111608 | 49° 17′ 06″ nord, 0° 10′ 59″ est   |       |
| Maison                                                                   | Pont-l'Évêque (Calvados)        | Calvados                | Normandie                  | inscrit    | « PA00111615 », notice no PA00111615 | 49° 17′ 05″ nord, 0° 10′ 56″ est   |       |
| Maison                                                                   | Pont-l'Évêque (Calvados)        | Calvados                | Normandie                  | inscrit    | « PA00111616 », notice no PA00111616 | 49° 16′ 58″ nord, 0° 10′ 48″ est   |       |
| Église Saint-Melaine                                                     | Pont-l'Évêque (Calvados)        | Calvados                | Normandie                  | inscrit    | « PA00111604 », notice no PA00111604 | 49° 17′ 31″ nord, 0° 11′ 22″ est   |       |
| Église Notre-Dame-du-Rosaire                                             | Potigny                         | Calvados                | Normandie                  | classé     | « PA00111623 », notice no PA00111623 | 48° 58′ 05″ nord, 0° 14′ 21″ ouest |       |
| Château de Versainville                                                  | Versainville                    | Calvados                | Normandie                  | inscrit    | « PA00111791 », notice no PA00111791 | 48° 54′ 50″ nord, 0° 10′ 49″ ouest |       |
| Chapelle Notre-Dame                                                      | Antignac                        | Cantal                  | Auvergne-Rhône-Alpes       | classé     | « PA00093440 », notice no PA00093440 | 45° 20′ 21″ nord, 2° 31′ 59″ est   |       |
| Collège Jeanne de la Treilhe Porte                                       | Aurillac                        | Cantal                  | Auvergne-Rhône-Alpes       | inscrit    | « PA00093465 », notice no PA00093465 | 44° 55′ 52″ nord, 2° 26′ 47″ est   |       |
| Croix                                                                    | Cézens                          | Cantal                  | Auvergne-Rhône-Alpes       | inscrit    | « PA00093483 », notice no PA00093483 | 44° 59′ 03″ nord, 2° 51′ 22″ est   |       |
| Église Saint-Germain                                                     | Cézens                          | Cantal                  | Auvergne-Rhône-Alpes       | classé     | « PA00093484 », notice no PA00093484 | 44° 59′ 04″ nord, 2° 51′ 22″ est   |       |
| Église Saint-Hilaire                                                     | Cros-de-Ronesque                | Cantal                  | Auvergne-Rhône-Alpes       | inscrit    | « PA00093503 », notice no PA00093503 | 44° 52′ 25″ nord, 2° 36′ 42″ est   |       |
| Église Saint-Rémi                                                        | Lascelle                        | Cantal                  | Auvergne-Rhône-Alpes       | classé     | « PA00093531 », notice no PA00093531 | 45° 01′ 21″ nord, 2° 34′ 30″ est   |       |
| Église Saint-Vincent                                                     | Saint-Vincent-de-Salers         | Cantal                  | Auvergne-Rhône-Alpes       | classé     | « PA00093663 », notice no PA00093663 | 45° 12′ 13″ nord, 2° 31′ 48″ est   |       |
| Maison Sevestre                                                          | Salers                          | Cantal                  | Auvergne-Rhône-Alpes       | classé     | « PA00093675 », notice no PA00093675 | 45° 08′ 17″ nord, 2° 29′ 38″ est   |       |
| Église Saint-Maurice-et-Saint-Louis                                      | Vebret                          | Cantal                  | Auvergne-Rhône-Alpes       | classé     | « PA00093710 », notice no PA00093710 | 45° 20′ 20″ nord, 2° 31′ 13″ est   |       |
| Dolmen de la Pierre Blanche                                              | Bessé                           | Charente                | Nouvelle-Aquitaine         | classé     | « PA00104248 », notice no PA00104248 | 45° 56′ 49″ nord, 0° 05′ 35″ est   |       |
| Église Saint-André de Cherves                                            | Cherves-Châtelars               | Charente                | Nouvelle-Aquitaine         | inscrit    | « PA00104294 », notice no PA00104294 | 45° 48′ 39″ nord, 0° 32′ 50″ est   |       |
| Dolmen de Séchebec                                                       | Cognac                          | Charente                | Nouvelle-Aquitaine         | classé     | « PA00104308 », notice no PA00104308 | 45° 41′ 33″ nord, 0° 18′ 35″ ouest |       |
| Dolmens de Magnez                                                        | Courcôme                        | Charente                | Nouvelle-Aquitaine         | classé     | « PA00104344 », notice no PA00104344 | 45° 58′ 44″ nord, 0° 06′ 19″ est   |       |
| Tumulus de la Motte à Poljeau                                            | Les Métairies                   | Charente                | Nouvelle-Aquitaine         | classé     | « PA00104422 », notice no PA00104422 | 45° 42′ 08″ nord, 0° 10′ 20″ ouest |       |
| Fort des Anglais                                                         | Mouthiers-sur-Boëme             | Charente                | Nouvelle-Aquitaine         | classé     | « PA00104439 », notice no PA00104439 | 45° 35′ 06″ nord, 0° 08′ 22″ est   |       |
| Remparts de Rochefort                                                    | Rochefort                       | Charente-Maritime       | Nouvelle-Aquitaine         | inscrit    | « PA00104871 », notice no PA00104871 |                                    |       |
| Enclos Tivoli                                                            | Bourges                         | Cher                    | Centre-Val de Loire        | inscrit    | « PA00096674 », notice no PA00096674 |                                    |       |
| Maison                                                                   | Charenton-du-Cher               | Cher                    | Centre-Val de Loire        | inscrit    | « PA00096760 », notice no PA00096760 | 46° 43′ 44″ nord, 2° 38′ 34″ est   |       |
| Ferme de la Maison-Neuve                                                 | Châteauneuf-sur-Cher            | Cher                    | Centre-Val de Loire        | inscrit    | « PA00096769 », notice no PA00096769 | 46° 52′ 17″ nord, 2° 19′ 06″ est   |       |
| Église Saint-Martin de Graçay                                            | Graçay                          | Cher                    | Centre-Val de Loire        | inscrit    | « PA00096808 », notice no PA00096808 | 47° 08′ 34″ nord, 1° 50′ 44″ est   |       |
| Église Saint-Hilaire de Lissay-Lochy                                     | Lissay-Lochy                    | Cher                    | Centre-Val de Loire        | inscrit    | « PA00096829 », notice no PA00096829 | 46° 58′ 20″ nord, 2° 24′ 19″ est   |       |
| Église Saint-Georges de Villegenon                                       | Villegenon                      | Cher                    | Centre-Val de Loire        | inscrit    | « PA00096931 », notice no PA00096931 | 47° 25′ 37″ nord, 2° 36′ 17″ est   |       |
| Église Saint-Barthélémy de Liginiac                                      | Liginiac                        | Corrèze                 | Nouvelle-Aquitaine         | classé     | « PA00099789 », notice no PA00099789 | 45° 24′ 59″ nord, 2° 19′ 53″ est   |       |
| Église Saint-Jean de Sainte-Lucie-de-Tallano                             | Sainte-Lucie-de-Tallano         | Corse-du-Sud            | Corse                      | classé     | « PA00099102 », notice no PA00099102 | 41° 42′ 17″ nord, 9° 03′ 11″ est   |       |
| Château de Chailly-sur-Armançon                                          | Chailly-sur-Armançon            | Côte-d'Or               | Bourgogne-Franche-Comté    | classé     | « PA00112172 », notice no PA00112172 | 47° 16′ 21″ nord, 4° 29′ 22″ est   |       |
| Église Saint-Pierre des Génovéfains                                      | Châtillon-sur-Seine             | Côte-d'Or               | Bourgogne-Franche-Comté    | classé     | « PA00112192 », notice no PA00112192 | 47° 51′ 48″ nord, 4° 34′ 30″ est   |       |
| Hôpital général de Dijon                                                 | Dijon                           | Côte-d'Or               | Bourgogne-Franche-Comté    | inscrit    | « PA00112275 », notice no PA00112275 | 47° 19′ 01″ nord, 5° 01′ 48″ est   |       |
| Maison Buret                                                             | Flavigny-sur-Ozerain            | Côte-d'Or               | Bourgogne-Franche-Comté    | classé     | « PA00112456 », notice no PA00112456 | 47° 30′ 44″ nord, 4° 31′ 50″ est   |       |
| Église Saint-Didier                                                      | Laignes                         | Côte-d'Or               | Bourgogne-Franche-Comté    | classé     | « PA00112501 », notice no PA00112501 | 47° 50′ 30″ nord, 4° 21′ 57″ est   |       |
| Château de Mont-Saint-Jean                                               | Mont-Saint-Jean                 | Côte-d'Or               | Bourgogne-Franche-Comté    | classé     | « PA00112559 », notice no PA00112559 | 47° 17′ 26″ nord, 4° 23′ 59″ est   |       |
| Château de Rosières                                                      | Saint-Seine-sur-Vingeanne       | Côte-d'Or               | Bourgogne-Franche-Comté    | classé     | « PA00112643 », notice no PA00112643 | 47° 29′ 55″ nord, 5° 24′ 13″ est   |       |
| Halle                                                                    | Salmaise                        | Côte-d'Or               | Bourgogne-Franche-Comté    | classé     | « PA00112649 », notice no PA00112649 | 47° 27′ 25″ nord, 4° 39′ 38″ est   |       |
| Église Saint-Cassien                                                     | Savigny-lès-Beaune              | Côte-d'Or               | Bourgogne-Franche-Comté    | classé     | « PA00112658 », notice no PA00112658 | 47° 03′ 46″ nord, 4° 49′ 12″ est   |       |
| Borne de Talant                                                          | Talant                          | Côte-d'Or               | Bourgogne-Franche-Comté    | classé     | « PA00112685 », notice no PA00112685 | 47° 20′ 02″ nord, 5° 00′ 57″ est   |       |
| Couvent des Cordeliers                                                   | Dinan                           | Côtes-d'Armor           | Bretagne                   | classé     | « PA00089073 », notice no PA00089073 | 48° 27′ 15″ nord, 2° 02′ 41″ ouest |       |
| Maison                                                                   | Dinan                           | Côtes-d'Armor           | Bretagne                   | classé     | « PA00089106 », notice no PA00089106 | 48° 27′ 16″ nord, 2° 02′ 35″ ouest |       |
| Croix à Haut-Corlay                                                      | Le Haut-Corlay                  | Côtes-d'Armor           | Bretagne                   | inscrit    | « PA00089195 », notice no PA00089195 | 48° 20′ 06″ nord, 3° 01′ 10″ ouest |       |
| Croix Saint-Lambert                                                      | L'Hermitage-Lorge               | Côtes-d'Armor           | Bretagne                   | inscrit    | « PA00089203 », notice no PA00089203 | 48° 20′ 54″ nord, 2° 50′ 35″ ouest |       |
| Croix Saint-Michel                                                       | Île-de-Bréhat                   | Côtes-d'Armor           | Bretagne                   | inscrit    | « PA00089040 », notice no PA00089040 | 48° 50′ 49″ nord, 2° 59′ 55″ ouest |       |
| Maison                                                                   | Lamballe                        | Côtes-d'Armor           | Bretagne                   | inscrit    | « PA00089226 », notice no PA00089226 | 48° 28′ 13″ nord, 2° 30′ 55″ ouest |       |
| Maison du XVIe siècle                                                    | Lamballe                        | Côtes-d'Armor           | Bretagne                   | inscrit    | « PA00089227 », notice no PA00089227 | 48° 28′ 14″ nord, 2° 30′ 55″ ouest |       |
| Chapelle Saint-Jérôme de la Salle                                        | Lanmérin                        | Côtes-d'Armor           | Bretagne                   | classé     | « PA00089256 », notice no PA00089256 | 48° 44′ 14″ nord, 3° 22′ 02″ ouest |       |
| Chapelle Saint-Roch                                                      | Lannion                         | Côtes-d'Armor           | Bretagne                   | classé     | « PA00089278 », notice no PA00089278 | 48° 44′ 31″ nord, 3° 28′ 10″ ouest |       |
| Maisons à pans de bois                                                   | Lannion                         | Côtes-d'Armor           | Bretagne                   | inscrit    | « PA00089267 », notice no PA00089267 |                                    |       |
| Château de Rosanbo                                                       | Lanvellec                       | Côtes-d'Armor           | Bretagne                   | inscrit    | « PA00089300 », notice no PA00089300 | 48° 37′ 32″ nord, 3° 33′ 10″ ouest |       |
| Manoir de Barac'h                                                        | Louannec                        | Côtes-d'Armor           | Bretagne                   | inscrit    | « PA00089316 », notice no PA00089316 | 48° 46′ 47″ nord, 3° 25′ 11″ ouest |       |
| Maison de bois                                                           | Paimpol                         | Côtes-d'Armor           | Bretagne                   | inscrit    | « PA00089361 », notice no PA00089361 | 48° 46′ 47″ nord, 3° 02′ 46″ ouest |       |
| Maison                                                                   | Paimpol                         | Côtes-d'Armor           | Bretagne                   | inscrit    | « PA00089360 », notice no PA00089360 | 48° 46′ 45″ nord, 3° 02′ 46″ ouest |       |
| Calvaire de la chapelle Saint-Guirec                                     | Perros-Guirec                   | Côtes-d'Armor           | Bretagne                   | classé     | « PA00089379 », notice no PA00089379 | 48° 49′ 55″ nord, 3° 29′ 14″ ouest |       |
| Croix de cimetière du Loc'h                                              | Peumerit-Quintin                | Côtes-d'Armor           | Bretagne                   | inscrit    | « PA00089388 », notice no PA00089388 | 48° 22′ 04″ nord, 3° 18′ 42″ ouest |       |
| Chapelle du Loc'h                                                        | Peumerit-Quintin                | Côtes-d'Armor           | Bretagne                   | inscrit    | « PA00089387 », notice no PA00089387 | 48° 22′ 04″ nord, 3° 18′ 44″ ouest |       |
| Château de la Hunaudaye                                                  | Plédéliac                       | Côtes-d'Armor           | Bretagne                   | classé     | « PA00089396 », notice no PA00089396 | 48° 28′ 22″ nord, 2° 20′ 20″ ouest |       |
| Château de la Roche-Jagu et ses dépendances                              | Ploëzal                         | Côtes-d'Armor           | Bretagne                   | classé     | « PA00089447 », notice no PA00089447 | 48° 44′ 00″ nord, 3° 09′ 05″ ouest |       |
| Croix des Veuves                                                         | Ploubazlanec                    | Côtes-d'Armor           | Bretagne                   | inscrit    | « PA00089463 », notice no PA00089463 | 48° 48′ 11″ nord, 3° 00′ 27″ ouest |       |
| Église Saint-Pierre et cimetière                                         | Ploubezre                       | Côtes-d'Armor           | Bretagne                   | classé     | « PA00089470 », notice no PA00089470 | 48° 42′ 16″ nord, 3° 26′ 52″ ouest |       |
| Église Saint-Pierre                                                      | Plougras                        | Côtes-d'Armor           | Bretagne                   | inscrit    | « PA00089480 », notice no PA00089480 | 48° 30′ 41″ nord, 3° 33′ 44″ ouest |       |
| Château de Kéralio                                                       | Plouguiel                       | Côtes-d'Armor           | Bretagne                   | inscrit    | « PA00089486 », notice no PA00089486 | 48° 49′ 05″ nord, 3° 14′ 54″ ouest |       |
| Fontaine Saint-Sylvestre                                                 | Plouzélambre                    | Côtes-d'Armor           | Bretagne                   | classé     | « PA00089523 », notice no PA00089523 | 48° 38′ 44″ nord, 3° 32′ 35″ ouest |       |
| Oratoire de Saint-Sylvestre                                              | Plouzélambre                    | Côtes-d'Armor           | Bretagne                   | classé     | « PA00089524 », notice no PA00089524 | 48° 38′ 38″ nord, 3° 32′ 51″ ouest |       |
| Maison Le Ribeault                                                       | Saint-Brieuc                    | Côtes-d'Armor           | Bretagne                   | classé     | « PA00089597 », notice no PA00089597 | 48° 30′ 49″ nord, 2° 45′ 44″ ouest |       |
| Croix de cimetière, ou calvaire                                          | Saint-Thélo                     | Côtes-d'Armor           | Bretagne                   | inscrit    | « PA00089660 », notice no PA00089660 | 48° 13′ 44″ nord, 2° 51′ 18″ ouest |       |
| Chapelle de Penvern                                                      | Trébeurden                      | Côtes-d'Armor           | Bretagne                   | inscrit    | « PA00089671 », notice no PA00089671 | 48° 47′ 19″ nord, 3° 33′ 10″ ouest |       |
| Manoir de Coat-Trédrez                                                   | Trédrez-Locquémeau              | Côtes-d'Armor           | Bretagne                   | inscrit    | « PA00089683 », notice no PA00089683 | 48° 42′ 41″ nord, 3° 33′ 00″ ouest |       |
| Église Saint-Michel                                                      | Tréguier                        | Côtes-d'Armor           | Bretagne                   | classé     | « PA00089702 », notice no PA00089702 | 48° 46′ 48″ nord, 3° 14′ 09″ ouest |       |
| Manoir de Garouët                                                        | Yvignac-la-Tour                 | Côtes-d'Armor           | Bretagne                   | inscrit    | « PA00089756 », notice no PA00089756 | 48° 22′ 54″ nord, 2° 10′ 47″ ouest |       |
| Église de l'Assomption-de-la-Vierge d'Ajain                              | Ajain                           | Creuse                  | Nouvelle-Aquitaine         | classé     | « PA00099985 », notice no PA00099985 | 46° 12′ 32″ nord, 1° 59′ 56″ est   |       |
| Maison des Vallenet                                                      | Aubusson                        | Creuse                  | Nouvelle-Aquitaine         | inscrit    | « PA00099993 », notice no PA00099993 | 45° 57′ 24″ nord, 2° 10′ 04″ est   |       |
| Château de Boussac                                                       | Boussac                         | Creuse                  | Nouvelle-Aquitaine         | classé     | « PA00100017 », notice no PA00100017 | 46° 20′ 53″ nord, 2° 12′ 40″ est   |       |
| Église Saint-Martin de Boussac-Bourg                                     | Boussac-Bourg                   | Creuse                  | Nouvelle-Aquitaine         | classé     | « PA00100021 », notice no PA00100021 | 46° 21′ 41″ nord, 2° 14′ 09″ est   |       |
| Croix de Lardillier                                                      | La Chapelle-Taillefert          | Creuse                  | Nouvelle-Aquitaine         | inscrit    | « PA00100041 », notice no PA00100041 | 46° 06′ 55″ nord, 1° 50′ 49″ est   |       |
| Église de l'Assomption-de-la-Très-Sainte-Vierge de Chéniers              | Chéniers                        | Creuse                  | Nouvelle-Aquitaine         | classé     | « PA00100045 », notice no PA00100045 | 46° 21′ 09″ nord, 1° 49′ 35″ est   |       |
| Église Notre-Dame-du-Château de Felletin                                 | Felletin                        | Creuse                  | Nouvelle-Aquitaine         | classé     | « PA00100064 », notice no PA00100064 | 45° 53′ 04″ nord, 2° 10′ 21″ est   |       |
| Église Saint-Michel de Jarnages                                          | Jarnages                        | Creuse                  | Nouvelle-Aquitaine         | classé     | « PA00100089 », notice no PA00100089 | 46° 10′ 52″ nord, 2° 05′ 09″ est   |       |
| Église Notre-Dame de Nouziers                                            | Nouziers                        | Creuse                  | Nouvelle-Aquitaine         | classé     | « PA00100125 », notice no PA00100125 | 46° 25′ 18″ nord, 1° 57′ 27″ est   |       |
| Église Saint-Hilaire de Saint-Hilaire-la-Plaine                          | Saint-Hilaire-la-Plaine         | Creuse                  | Nouvelle-Aquitaine         | classé     | « PA00100168 », notice no PA00100168 | 46° 07′ 33″ nord, 1° 58′ 37″ est   |       |
| Château de la Meilleraye                                                 | Beaulieu-sous-Parthenay         | Deux-Sèvres             | Nouvelle-Aquitaine         | inscrit    | « PA00101187 », notice no PA00101187 | 46° 34′ 45″ nord, 0° 11′ 34″ ouest |       |
| Maison                                                                   | Niort                           | Deux-Sèvres             | Nouvelle-Aquitaine         | inscrit    | « PA00101289 », notice no PA00101289 | 46° 19′ 36″ nord, 0° 27′ 50″ ouest |       |
| Hôtel du Parquet                                                         | Saint-Loup-Lamairé              | Deux-Sèvres             | Nouvelle-Aquitaine         | classé     | « PA00101344 », notice no PA00101344 | 46° 47′ 15″ nord, 0° 10′ 01″ ouest |       |
| Château de Sanzay                                                        | Argenton-les-Vallées            | Deux-Sèvres             | Nouvelle-Aquitaine         | inscrit    | « PA00101370 », notice no PA00101370 | 46° 57′ 36″ nord, 0° 26′ 27″ ouest |       |
| Maison                                                                   | Thouars                         | Deux-Sèvres             | Nouvelle-Aquitaine         | classé     | « PA00101385 », notice no PA00101385 | 46° 58′ 27″ nord, 0° 12′ 57″ ouest |       |
| Abri Pataud                                                              | Les Eyzies-de-Tayac-Sireuil     | Dordogne                | Nouvelle-Aquitaine         | classé     | « PA00082543 », notice no PA00082543 | 44° 56′ 19″ nord, 1° 00′ 42″ est   |       |
| Gisement préhistorique de la Faurelie                                    | Mauzens-et-Miremont             | Dordogne                | Nouvelle-Aquitaine         | classé     | « PA00082639 », notice no PA00082639 | 44° 58′ 57″ nord, 0° 57′ 21″ est   |       |
| Gisement préhistorique de Liveyre                                        | Tursac                          | Dordogne                | Nouvelle-Aquitaine         | classé     | « PA00083035 », notice no PA00083035 | 44° 57′ 33″ nord, 1° 01′ 36″ est   |       |
| Abri du Facteur                                                          | Tursac                          | Dordogne                | Nouvelle-Aquitaine         | classé     | « PA00083039 », notice no PA00083039 |                                    |       |
| Église Sainte-Madeleine                                                  | Besançon                        | Doubs                   | Bourgogne-Franche-Comté    | classé     | « PA00101468 », notice no PA00101468 | 47° 14′ 24″ nord, 6° 01′ 09″ est   |       |
| Chapelle Saint-Maurice                                                   | Jougne                          | Doubs                   | Bourgogne-Franche-Comté    | classé     | « PA00101657 », notice no PA00101657 | 46° 45′ 27″ nord, 6° 23′ 28″ est   |       |
| Porte Saint-Martin                                                       | Montélimar                      | Drôme                   | Auvergne-Rhône-Alpes       | inscrit    | « PA00116992 », notice no PA00116992 | 44° 33′ 40″ nord, 4° 45′ 10″ est   |       |
| Église Saint-Étienne de Corbeil-Essonnes                                 | Corbeil-Essonnes                | Essonne                 | Île-de-France              | classé     | « PA00087864 », notice no PA00087864 | 48° 36′ 13″ nord, 2° 28′ 10″ est   |       |
| Vieux pont de Balizy                                                     | Longjumeau                      | Essonne                 | Île-de-France              | inscrit    | « PA00135716 », notice no PA00135716 | 48° 40′ 47″ nord, 2° 18′ 36″ est   |       |
| Église Saint-Martin de Palaiseau                                         | Palaiseau                       | Essonne                 | Île-de-France              | classé     | « PA00087986 », notice no PA00087986 | 48° 42′ 45″ nord, 2° 14′ 25″ est   |       |
| Calvaire d'Épreville-en-Lieuvin                                          | Épreville-en-Lieuvin            | Eure                    | Normandie                  | inscrit    | « PA00099397 », notice no PA00099397 | 49° 12′ 08″ nord, 0° 32′ 10″ est   |       |
| Église Saint-Pierre de Jouy-sur-Eure                                     | Jouy-sur-Eure                   | Eure                    | Normandie                  | classé     | « PA00099464 », notice no PA00099464 | 49° 02′ 51″ nord, 1° 18′ 17″ est   |       |
| Château d'Illiers-Combray                                                | Illiers-Combray                 | Eure-et-Loir            | Centre-Val de Loire        | inscrit    | « PA00097123 », notice no PA00097123 | 48° 17′ 56″ nord, 1° 14′ 32″ est   |       |
| Maison                                                                   | Nogent-le-Rotrou                | Eure-et-Loir            | Centre-Val de Loire        | inscrit    | « PA00097177 », notice no PA00097177 | 48° 18′ 57″ nord, 0° 49′ 07″ est   |       |
| Château de Saint-Lubin-des-Joncherets                                    | Saint-Lubin-des-Joncherets      | Eure-et-Loir            | Centre-Val de Loire        | inscrit    | « PA00097198 », notice no PA00097198 | 48° 46′ 04″ nord, 1° 12′ 04″ est   |       |
| Église Saint-Rémy de Saint-Rémy-sur-Avre                                 | Saint-Rémy-sur-Avre             | Eure-et-Loir            | Centre-Val de Loire        | classé     | « PA00097205 », notice no PA00097205 | 48° 45′ 45″ nord, 1° 14′ 31″ est   |       |
| Église Saint-Georges                                                     | Souancé-au-Perche               | Eure-et-Loir            | Centre-Val de Loire        | inscrit    | « PA00097214 », notice no PA00097214 | 48° 16′ 05″ nord, 0° 51′ 20″ est   |       |
| Église Saint-Clet de Cléden-Cap-Sizun                                    | Cléden-Cap-Sizun                | Finistère               | Bretagne                   | inscrit    | « PA00089869 », notice no PA00089869 | 48° 02′ 53″ nord, 4° 38′ 51″ ouest |       |
| Menhir de Beg-Meil                                                       | Fouesnant                       | Finistère               | Bretagne                   | classé     | « PA00089965 », notice no PA00089965 | 47° 51′ 17″ nord, 3° 58′ 32″ ouest |       |
| Église Saint-Pierre de Fouesnant                                         | Fouesnant                       | Finistère               | Bretagne                   | classé     | « PA00089964 », notice no PA00089964 | 47° 53′ 43″ nord, 4° 00′ 34″ ouest |       |
| Lit de Saint-Jean                                                        | Guimaëc                         | Finistère               | Bretagne                   | classé     | « PA00089995 », notice no PA00089995 | 48° 40′ 55″ nord, 3° 43′ 04″ ouest |       |
| Vasque de Lézireur                                                       | Henvic                          | Finistère               | Bretagne                   | inscrit    | « PA00090004 », notice no PA00090004 | 48° 38′ 00″ nord, 3° 54′ 13″ ouest |       |
| Menhir d'Artus                                                           | Huelgoat                        | Finistère               | Bretagne                   | classé     | « PA00090009 », notice no PA00090009 | 48° 22′ 10″ nord, 3° 44′ 16″ ouest |       |
| Calvaire de Lanrivoaré                                                   | Lanrivoaré                      | Finistère               | Bretagne                   | inscrit    | « PA00090063 », notice no PA00090063 | 48° 28′ 29″ nord, 4° 38′ 19″ ouest |       |
| Calvaire de Lopérec                                                      | Lopérec                         | Finistère               | Bretagne                   | classé     | « PA00090101 », notice no PA00090101 | 48° 16′ 38″ nord, 4° 02′ 53″ ouest |       |
| Tumulus du Roc'hellou                                                    | Loperhet                        | Finistère               | Bretagne                   | classé     | « PA00090102 », notice no PA00090102 | 48° 22′ 08″ nord, 4° 18′ 22″ ouest |       |
| Domaine de Keranperchec                                                  | Pont-Aven                       | Finistère               | Bretagne                   | inscrit    | « PA00090293 », notice no PA00090293 | 47° 51′ 00″ nord, 3° 45′ 07″ ouest |       |
| Maison dite de Marie Stuart                                              | Roscoff                         | Finistère               | Bretagne                   | inscrit    | « PA00090403 », notice no PA00090403 | 48° 43′ 33″ nord, 3° 59′ 01″ ouest |       |
| Menhir de Kérangallou                                                    | Trégunc                         | Finistère               | Bretagne                   | classé     | « PA00090470 », notice no PA00090470 | 47° 51′ 39″ nord, 3° 50′ 53″ ouest |       |
| Château de Montaren-et-Saint-Médiers                                     | Montaren-et-Saint-Médiers       | Gard                    | Occitanie                  | classé     | « PA00103076 », notice no PA00103076 | 44° 01′ 50″ nord, 4° 22′ 45″ est   |       |
| Hôtel de préfecture du Gers (Ancien palais archiépiscopal d'Auch)        | Auch                            | Gers                    | Occitanie                  | inscrit    | « PA00094700 », notice no PA00094700 | 43° 38′ 48″ nord, 0° 35′ 12″ est   |       |
| Église Saint-Michel de Mauvezin                                          | Mauvezin                        | Gers                    | Occitanie                  | classé     | « PA00094861 », notice no PA00094861 | 43° 43′ 51″ nord, 0° 52′ 35″ est   |       |
| Hôtel Pichon-Longueville                                                 | Bordeaux                        | Gironde                 | Nouvelle-Aquitaine         | inscrit    | « PA00083203 », notice no PA00083203 | 44° 50′ 24″ nord, 0° 34′ 35″ ouest |       |
| Hôtel de Poissac                                                         | Bordeaux                        | Gironde                 | Nouvelle-Aquitaine         | inscrit    | « PA00083205 », notice no PA00083205 | 44° 50′ 16″ nord, 0° 34′ 54″ ouest |       |
| Cimetière                                                                | Colmar                          | Haut-Rhin               | Grand Est                  | inscrit    | « PA00085360 », notice no PA00085360 | 48° 05′ 39″ nord, 7° 22′ 09″ est   |       |
| Palais du Conseil souverain d'Alsace, actuel tribunal de grande instance | Colmar                          | Haut-Rhin               | Grand Est                  | inscrit    | « PA00085404 », notice no PA00085404 | 48° 04′ 33″ nord, 7° 21′ 29″ est   |       |
| Maison                                                                   | Colmar                          | Haut-Rhin               | Grand Est                  | inscrit    | « PA00085398 », notice no PA00085398 | 48° 04′ 34″ nord, 7° 21′ 30″ est   |       |
| Koïfhus (ancienne douane)                                                | Colmar                          | Haut-Rhin               | Grand Est                  | inscrit    | « PA00085366 », notice no PA00085366 | 48° 04′ 33″ nord, 7° 21′ 33″ est   |       |
| Château                                                                  | Ferrette                        | Haut-Rhin               | Grand Est                  | classé     | « PA00085430 », notice no PA00085430 | 47° 29′ 36″ nord, 7° 19′ 06″ est   |       |
| Château du Girsberg                                                      | Ribeauvillé                     | Haut-Rhin               | Grand Est                  | classé     | « PA00085585 », notice no PA00085585 | 48° 12′ 13″ nord, 7° 18′ 26″ est   |       |
| Maison                                                                   | Riquewihr                       | Haut-Rhin               | Grand Est                  | inscrit    | « PA00085611 », notice no PA00085611 | 48° 09′ 57″ nord, 7° 17′ 51″ est   |       |
| Maison                                                                   | Riquewihr                       | Haut-Rhin               | Grand Est                  | inscrit    | « PA00085629 », notice no PA00085629 | 48° 10′ 00″ nord, 7° 17′ 46″ est   |       |
| Hôtel de ville                                                           | Riquewihr                       | Haut-Rhin               | Grand Est                  | inscrit    | « PA00085606 », notice no PA00085606 | 48° 09′ 59″ nord, 7° 17′ 59″ est   |       |
| Maison Dissler                                                           | Riquewihr                       | Haut-Rhin               | Grand Est                  | inscrit    | « PA00085610 », notice no PA00085610 | 48° 09′ 59″ nord, 7° 17′ 51″ est   |       |
| Maison                                                                   | Riquewihr                       | Haut-Rhin               | Grand Est                  | inscrit    | « PA00085612 », notice no PA00085612 | 48° 10′ 01″ nord, 7° 17′ 56″ est   |       |
| Maison                                                                   | Riquewihr                       | Haut-Rhin               | Grand Est                  | inscrit    | « PA00085617 », notice no PA00085617 | 48° 10′ 00″ nord, 7° 17′ 54″ est   |       |
| Maison à l'Ours noir                                                     | Riquewihr                       | Haut-Rhin               | Grand Est                  | inscrit    | « PA00085620 », notice no PA00085620 | 48° 10′ 01″ nord, 7° 17′ 50″ est   |       |
| Maison                                                                   | Riquewihr                       | Haut-Rhin               | Grand Est                  | inscrit    | « PA00085626 », notice no PA00085626 | 48° 10′ 02″ nord, 7° 17′ 54″ est   |       |
| Puits des Juifs                                                          | Riquewihr                       | Haut-Rhin               | Grand Est                  | inscrit    | « PA00085635 », notice no PA00085635 | 48° 10′ 04″ nord, 7° 17′ 45″ est   |       |
| Hôtel de Berkheim                                                        | Riquewihr                       | Haut-Rhin               | Grand Est                  | inscrit    | « PA00085605 », notice no PA00085605 | 48° 10′ 02″ nord, 7° 17′ 50″ est   |       |
| Maison                                                                   | Riquewihr                       | Haut-Rhin               | Grand Est                  | inscrit    | « PA00085621 », notice no PA00085621 | 48° 10′ 01″ nord, 7° 17′ 51″ est   |       |
| Maison                                                                   | Riquewihr                       | Haut-Rhin               | Grand Est                  | inscrit    | « PA00085627 », notice no PA00085627 | 48° 10′ 00″ nord, 7° 17′ 49″ est   |       |
| Maison                                                                   | Riquewihr                       | Haut-Rhin               | Grand Est                  | inscrit    | « PA00085632 », notice no PA00085632 | 48° 09′ 59″ nord, 7° 17′ 44″ est   |       |
| Maison                                                                   | Riquewihr                       | Haut-Rhin               | Grand Est                  | inscrit    | « PA00085609 », notice no PA00085609 | 48° 10′ 03″ nord, 7° 17′ 47″ est   |       |
| Nid de Cigognes                                                          | Riquewihr                       | Haut-Rhin               | Grand Est                  | inscrit    | « PA00085619 », notice no PA00085619 | 48° 10′ 00″ nord, 7° 17′ 54″ est   |       |
| Maison                                                                   | Riquewihr                       | Haut-Rhin               | Grand Est                  | inscrit    | « PA00085631 », notice no PA00085631 | 48° 09′ 59″ nord, 7° 17′ 44″ est   |       |
| Église Notre-Dame                                                        | Riquewihr                       | Haut-Rhin               | Grand Est                  | inscrit    | « PA00085601 », notice no PA00085601 | 48° 10′ 02″ nord, 7° 17′ 52″ est   |       |
| Fontaine de la Sinne                                                     | Riquewihr                       | Haut-Rhin               | Grand Est                  | inscrit    | « PA00085602 », notice no PA00085602 | 48° 10′ 02″ nord, 7° 17′ 45″ est   |       |
| Hôpital                                                                  | Riquewihr                       | Haut-Rhin               | Grand Est                  | inscrit    | « PA00085604 », notice no PA00085604 | 48° 10′ 03″ nord, 7° 17′ 52″ est   |       |
| Maison                                                                   | Riquewihr                       | Haut-Rhin               | Grand Est                  | inscrit    | « PA00085614 », notice no PA00085614 | 48° 10′ 02″ nord, 7° 17′ 48″ est   |       |
| Maison à l'Étoile                                                        | Riquewihr                       | Haut-Rhin               | Grand Est                  | inscrit    | « PA00085622 », notice no PA00085622 | 48° 10′ 02″ nord, 7° 17′ 49″ est   |       |
| Maison                                                                   | Riquewihr                       | Haut-Rhin               | Grand Est                  | inscrit    | « PA00085630 », notice no PA00085630 | 48° 09′ 58″ nord, 7° 17′ 48″ est   |       |
| Maison de la Sage-Femme                                                  | Riquewihr                       | Haut-Rhin               | Grand Est                  | inscrit    | « PA00085634 », notice no PA00085634 | 48° 10′ 03″ nord, 7° 17′ 52″ est   |       |
| Corps de garde                                                           | Turckheim                       | Haut-Rhin               | Grand Est                  | inscrit    | « PA00085708 », notice no PA00085708 | 48° 05′ 13″ nord, 7° 16′ 41″ est   |       |
| Hôtel des Deux-Clefs                                                     | Turckheim                       | Haut-Rhin               | Grand Est                  | inscrit    | « PA00085711 », notice no PA00085711 | 48° 05′ 14″ nord, 7° 16′ 40″ est   |       |
| Maison                                                                   | Turckheim                       | Haut-Rhin               | Grand Est                  | inscrit    | « PA00085716 », notice no PA00085716 | 48° 05′ 11″ nord, 7° 16′ 31″ est   |       |
| Hôtel de ville                                                           | Turckheim                       | Haut-Rhin               | Grand Est                  | inscrit    | « PA00085712 », notice no PA00085712 | 48° 05′ 15″ nord, 7° 16′ 41″ est   |       |
| Maison                                                                   | Turckheim                       | Haut-Rhin               | Grand Est                  | inscrit    | « PA00085720 », notice no PA00085720 | 48° 05′ 14″ nord, 7° 16′ 43″ est   |       |
| Église Sainte-Anne                                                       | Turckheim                       | Haut-Rhin               | Grand Est                  | inscrit    | « PA00085709 », notice no PA00085709 | 48° 05′ 16″ nord, 7° 16′ 41″ est   |       |
| Maison                                                                   | Turckheim                       | Haut-Rhin               | Grand Est                  | inscrit    | « PA00085718 », notice no PA00085718 | 48° 05′ 11″ nord, 7° 16′ 24″ est   |       |
| Maison                                                                   | Turckheim                       | Haut-Rhin               | Grand Est                  | inscrit    | « PA00085714 », notice no PA00085714 | 48° 05′ 13″ nord, 7° 16′ 40″ est   |       |
| Fontaine                                                                 | Turckheim                       | Haut-Rhin               | Grand Est                  | inscrit    | « PA00085710 », notice no PA00085710 | 48° 05′ 13″ nord, 7° 16′ 41″ est   |       |
| Maison                                                                   | Turckheim                       | Haut-Rhin               | Grand Est                  | inscrit    | « PA00085713 », notice no PA00085713 | 48° 05′ 13″ nord, 7° 16′ 41″ est   |       |
| Maison                                                                   | Turckheim                       | Haut-Rhin               | Grand Est                  | inscrit    | « PA00085715 », notice no PA00085715 | 48° 05′ 12″ nord, 7° 16′ 37″ est   |       |
| Maison                                                                   | Turckheim                       | Haut-Rhin               | Grand Est                  | inscrit    | « PA00085717 », notice no PA00085717 | 48° 05′ 11″ nord, 7° 16′ 25″ est   |       |
| Chapelle Saint-Rainier                                                   | Montegrosso                     | Haute-Corse             | Corse                      | classé     | « PA00099212 », notice no PA00099212 | 42° 32′ 44″ nord, 8° 52′ 45″ est   |       |
| Donjon de Larroque                                                       | Larroque                        | Haute-Garonne           | Occitanie                  | inscrit    | « PA00094363 », notice no PA00094363 | 43° 11′ 35″ nord, 0° 36′ 34″ est   |       |
| Croix d'Agnat                                                            | Agnat                           | Haute-Loire             | Auvergne-Rhône-Alpes       | inscrit    | « PA00092563 », notice no PA00092563 | 45° 20′ 40″ nord, 3° 26′ 58″ est   |       |
| Calvaire à trois croix d'Allègre                                         | Allègre                         | Haute-Loire             | Auvergne-Rhône-Alpes       | inscrit    | « PA00092569 », notice no PA00092569 | 45° 11′ 44″ nord, 3° 42′ 22″ est   |       |
| Église Saint-Jean-Baptiste d'Azérat                                      | Azérat                          | Haute-Loire             | Auvergne-Rhône-Alpes       | classé     | « PA00092589 », notice no PA00092589 | 45° 21′ 45″ nord, 3° 22′ 58″ est   |       |
| Croix de Bains                                                           | Bains                           | Haute-Loire             | Auvergne-Rhône-Alpes       | inscrit    | « PA00092591 », notice no PA00092591 | 45° 00′ 36″ nord, 3° 46′ 31″ est   |       |
| Croix de Ramourouscoule                                                  | Bains                           | Haute-Loire             | Auvergne-Rhône-Alpes       | inscrit    | « PA00092592 », notice no PA00092592 | 44° 58′ 59″ nord, 3° 45′ 50″ est   |       |
| Croix de Bas-en-Basset                                                   | Bas-en-Basset                   | Haute-Loire             | Auvergne-Rhône-Alpes       | inscrit    | « PA00092595 », notice no PA00092595 | 45° 18′ 35″ nord, 4° 06′ 31″ est   |       |
| Croix du Mas                                                             | Blassac                         | Haute-Loire             | Auvergne-Rhône-Alpes       | inscrit    | « PA00092603 », notice no PA00092603 | 45° 10′ 06″ nord, 3° 23′ 56″ est   |       |
| Croix de La Chaise-Dieu                                                  | La Chaise-Dieu                  | Haute-Loire             | Auvergne-Rhône-Alpes       | inscrit    | « PA00092634 », notice no PA00092634 | 45° 19′ 16″ nord, 3° 41′ 44″ est   |       |
| Croix de Javaugues                                                       | Javaugues                       | Haute-Loire             | Auvergne-Rhône-Alpes       | inscrit    | « PA00092678 », notice no PA00092678 | 45° 17′ 17″ nord, 3° 29′ 03″ est   |       |
| Croix de Lavaudieu                                                       | Lavaudieu                       | Haute-Loire             | Auvergne-Rhône-Alpes       | inscrit    | « PA00092686 », notice no PA00092686 | 45° 15′ 45″ nord, 3° 27′ 15″ est   |       |
| Croix de Cleyssac                                                        | Malrevers                       | Haute-Loire             | Auvergne-Rhône-Alpes       | inscrit    | « PA00092698 », notice no PA00092698 | 45° 06′ 31″ nord, 3° 58′ 12″ est   |       |
| Croix de la Pradette                                                     | Montusclat                      | Haute-Loire             | Auvergne-Rhône-Alpes       | inscrit    | « PA00092720 », notice no PA00092720 | 45° 00′ 30″ nord, 4° 05′ 06″ est   |       |
| Croix de Montusclat                                                      | Montusclat                      | Haute-Loire             | Auvergne-Rhône-Alpes       | inscrit    | « PA00092719 », notice no PA00092719 | 45° 00′ 47″ nord, 4° 07′ 27″ est   |       |
| Croix d'Ouides                                                           | Ouides                          | Haute-Loire             | Auvergne-Rhône-Alpes       | classé     | « PA00092722 », notice no PA00092722 | 44° 54′ 15″ nord, 3° 44′ 05″ est   |       |
| Croix de Bilhac                                                          | Polignac                        | Haute-Loire             | Auvergne-Rhône-Alpes       | inscrit    | « PA00092728 », notice no PA00092728 | 45° 04′ 51″ nord, 3° 51′ 03″ est   |       |
| Croix de Vachères                                                        | Présailles                      | Haute-Loire             | Auvergne-Rhône-Alpes       | inscrit    | « PA00092741 », notice no PA00092741 | 44° 53′ 29″ nord, 4° 02′ 06″ est   |       |
| Église Saint-Cirgues de Saint-Cirgues                                    | Saint-Cirgues                   | Haute-Loire             | Auvergne-Rhône-Alpes       | classé     | « PA00092836 », notice no PA00092836 | 45° 08′ 45″ nord, 3° 24′ 14″ est   |       |
| Croix de la Ravanelle                                                    | Saint-Haon                      | Haute-Loire             | Auvergne-Rhône-Alpes       | inscrit    | « PA00092849 », notice no PA00092849 | 44° 50′ 41″ nord, 3° 45′ 43″ est   |       |
| Croix de Saint-Julien-d'Ance                                             | Saint-Julien-d'Ance             | Haute-Loire             | Auvergne-Rhône-Alpes       | inscrit    | « PA00092859 », notice no PA00092859 | 45° 17′ 28″ nord, 3° 55′ 03″ est   |       |
| Croix de Mercœur                                                         | Saint-Privat-d'Allier           | Haute-Loire             | Auvergne-Rhône-Alpes       | inscrit    | « PA00092878 », notice no PA00092878 | 45° 00′ 32″ nord, 3° 39′ 53″ est   |       |
| Croix de Grazac                                                          | Saint-Vidal                     | Haute-Loire             | Auvergne-Rhône-Alpes       | inscrit    | « PA00092883 », notice no PA00092883 | 45° 03′ 51″ nord, 3° 47′ 36″ est   |       |
| Croix de l'Anglais                                                       | Saugues                         | Haute-Loire             | Auvergne-Rhône-Alpes       | inscrit    | « PA00092889 », notice no PA00092889 | 44° 57′ 40″ nord, 3° 32′ 54″ est   |       |
| Calvaire Sainte-Anne (Séneujols)                                         | Séneujols                       | Haute-Loire             | Auvergne-Rhône-Alpes       | inscrit    | « PA00092896 », notice no PA00092896 | 44° 57′ 54″ nord, 3° 46′ 37″ est   |       |
| Croix de Bonnefont                                                       | Séneujols                       | Haute-Loire             | Auvergne-Rhône-Alpes       | inscrit    | « PA00092894 », notice no PA00092894 | 44° 57′ 07″ nord, 3° 47′ 23″ est   |       |
| Croix de Séneujols (1772)                                                | Séneujols                       | Haute-Loire             | Auvergne-Rhône-Alpes       | inscrit    | « PA00092895 », notice no PA00092895 | 44° 57′ 37″ nord, 3° 46′ 55″ est   |       |
| Croix de cimetière de Séneujols                                          | Séneujols                       | Haute-Loire             | Auvergne-Rhône-Alpes       | inscrit    | « PA00092893 », notice no PA00092893 | 44° 57′ 24″ nord, 3° 47′ 04″ est   |       |
| Croix de Coucouron                                                       | Solignac-sur-Loire              | Haute-Loire             | Auvergne-Rhône-Alpes       | inscrit    | « PA00092900 », notice no PA00092900 | 44° 57′ 59″ nord, 3° 52′ 15″ est   |       |
| Croix de Solignac-sur-Loire                                              | Solignac-sur-Loire              | Haute-Loire             | Auvergne-Rhône-Alpes       | inscrit    | « PA00092901 », notice no PA00092901 | 44° 58′ 10″ nord, 3° 53′ 16″ est   |       |
| Fontaine de la rue de l'Île                                              | Annecy                          | Haute-Savoie            | Auvergne-Rhône-Alpes       | inscrit    | « PA00118347 », notice no PA00118347 | 45° 53′ 54″ nord, 6° 07′ 35″ est   |       |
| Hôtel de Sales                                                           | Annecy                          | Haute-Savoie            | Auvergne-Rhône-Alpes       | inscrit    | « PA00118350 », notice no PA00118350 | 45° 54′ 04″ nord, 6° 07′ 36″ est   |       |
| Chapelle de Moussy                                                       | Cornier                         | Haute-Savoie            | Auvergne-Rhône-Alpes       | inscrit    | « PA00118384 », notice no PA00118384 | 46° 05′ 27″ nord, 6° 17′ 08″ est   |       |
| Fontaine de Thonon-les-Bains                                             | Thonon-les-Bains                | Haute-Savoie            | Auvergne-Rhône-Alpes       | inscrit    | « PA00118458 », notice no PA00118458 |                                    |       |
| Fontaine des Soupirs                                                     | Briançon                        | Hautes-Alpes            | Provence-Alpes-Côte d'Azur | inscrit    | « PA00080530 », notice no PA00080530 | 44° 53′ 58″ nord, 6° 38′ 36″ est   |       |
| Fontaine de Chorges                                                      | Chorges                         | Hautes-Alpes            | Provence-Alpes-Côte d'Azur | inscrit    | « PA00080551 », notice no PA00080551 | 44° 32′ 42″ nord, 6° 16′ 36″ est   |       |
| Fontaine                                                                 | Embrun                          | Hautes-Alpes            | Provence-Alpes-Côte d'Azur | inscrit    | « PA00080557 », notice no PA00080557 | 44° 33′ 55″ nord, 6° 29′ 48″ est   |       |
| Maison                                                                   | Molines-en-Queyras              | Hautes-Alpes            | Provence-Alpes-Côte d'Azur | inscrit    | « PA00080580 », notice no PA00080580 | 44° 43′ 50″ nord, 6° 50′ 35″ est   |       |
| Château Sainte-Marie d'Esterre                                           | Esterre                         | Hautes-Pyrénées         | Occitanie                  | inscrit    | « PA00095392 », notice no PA00095392 | 42° 52′ 33″ nord, 0° 00′ 02″ est   |       |
| Moulin Cordier                                                           | Béziers                         | Hérault                 | Occitanie                  | inscrit    | « PA00103391 », notice no PA00103391 | 43° 20′ 42″ nord, 3° 12′ 25″ est   |       |
| Château de Dio                                                           | Dio-et-Valquières               | Hérault                 | Occitanie                  | classé     | « PA00103447 », notice no PA00103447 | 43° 40′ 03″ nord, 3° 12′ 40″ est   |       |
| Maison                                                                   | Lodève                          | Hérault                 | Occitanie                  | classé     | « PA00103488 », notice no PA00103488 | 43° 43′ 56″ nord, 3° 19′ 04″ est   |       |
| Église de l'Invention-de-Saint-Étienne de Villeneuve-lès-Béziers         | Villeneuve-lès-Béziers          | Hérault                 | Occitanie                  | inscrit    | « PA00103756 », notice no PA00103756 | 43° 18′ 53″ nord, 3° 16′ 48″ est   |       |
| Maison                                                                   | Bazouges-la-Pérouse             | Ille-et-Vilaine         | Bretagne                   | inscrit    | « PA00090504 », notice no PA00090504 | 48° 25′ 31″ nord, 1° 34′ 28″ ouest |       |
| Maison de La Guillotière                                                 | Dol-de-Bretagne                 | Ille-et-Vilaine         | Bretagne                   | inscrit    | « PA00090548 », notice no PA00090548 | 48° 32′ 58″ nord, 1° 45′ 19″ ouest |       |
| Maison                                                                   | Fougères                        | Ille-et-Vilaine         | Bretagne                   | inscrit    | « PA00090566 », notice no PA00090566 | 48° 21′ 09″ nord, 1° 12′ 28″ ouest |       |
| Maison                                                                   | Fougères                        | Ille-et-Vilaine         | Bretagne                   | inscrit    | « PA00090567 », notice no PA00090567 | 48° 21′ 09″ nord, 1° 12′ 29″ ouest |       |
| Ancien palais de justice                                                 | Grand-Fougeray                  | Ille-et-Vilaine         | Bretagne                   | inscrit    | « PA00090586 », notice no PA00090586 | 47° 43′ 25″ nord, 1° 43′ 57″ ouest |       |
| Croix monumentale                                                        | Grand-Fougeray                  | Ille-et-Vilaine         | Bretagne                   | inscrit    | « PA00090584 », notice no PA00090584 | 47° 43′ 24″ nord, 1° 43′ 55″ ouest |       |
| Maison Briant                                                            | La Guerche-de-Bretagne          | Ille-et-Vilaine         | Bretagne                   | inscrit    | « PA00090596 », notice no PA00090596 | 47° 56′ 31″ nord, 1° 13′ 51″ ouest |       |
| Maison Hunault                                                           | La Guerche-de-Bretagne          | Ille-et-Vilaine         | Bretagne                   | inscrit    | « PA00090595 », notice no PA00090595 | 47° 56′ 31″ nord, 1° 13′ 52″ ouest |       |
| Hôtel de Carmoy                                                          | Redon                           | Ille-et-Vilaine         | Bretagne                   | inscrit    | « PA00090668 », notice no PA00090668 | 47° 38′ 52″ nord, 2° 05′ 08″ ouest |       |
| Palais Saint-Georges (ancienne abbaye Saint-Georges)                     | Rennes                          | Ille-et-Vilaine         | Bretagne                   | inscrit    | « PA00090671 », notice no PA00090671 | 48° 06′ 42″ nord, 1° 40′ 26″ ouest |       |
| Grande-Maison des Carmes                                                 | Rennes                          | Ille-et-Vilaine         | Bretagne                   | inscrit    | « PA00090748 », notice no PA00090748 | 48° 06′ 31″ nord, 1° 40′ 37″ ouest |       |
| Calvaire                                                                 | Saint-Lunaire                   | Ille-et-Vilaine         | Bretagne                   | inscrit    | « PA00090795 », notice no PA00090795 | 48° 38′ 01″ nord, 2° 06′ 30″ ouest |       |
| Abbaye de Saint-Méen                                                     | Saint-Méen-le-Grand             | Ille-et-Vilaine         | Bretagne                   | inscrit    | « PA00090875 », notice no PA00090875 | 48° 11′ 17″ nord, 2° 11′ 36″ ouest |       |
| Maison Batteux                                                           | Vitré                           | Ille-et-Vilaine         | Bretagne                   | classé     | « PA00090921 », notice no PA00090921 | 48° 07′ 25″ nord, 1° 12′ 48″ ouest |       |
| Château d'Argy                                                           | Argy                            | Indre                   | Centre-Val de Loire        | classé     | « PA00097267 », notice no PA00097267 | 46° 56′ 20″ nord, 1° 26′ 08″ est   |       |
| Église Saint-Génitour du Blanc                                           | Le Blanc                        | Indre                   | Centre-Val de Loire        | classé     | « PA00097280 », notice no PA00097280 | 46° 38′ 01″ nord, 1° 03′ 41″ est   |       |
| Château de Bourg-le-Château                                              | Bommiers                        | Indre                   | Centre-Val de Loire        | inscrit    | « PA00097282 », notice no PA00097282 | 46° 48′ 21″ nord, 1° 59′ 14″ est   |       |
| Puits gothique                                                           | La Châtre                       | Indre                   | Centre-Val de Loire        | classé     | « PA00097316 », notice no PA00097316 | 46° 34′ 50″ nord, 1° 59′ 17″ est   |       |
| Église Saint-Martial de Dunet                                            | Dunet                           | Indre                   | Centre-Val de Loire        | inscrit    | « PA00097343 », notice no PA00097343 | 46° 28′ 07″ nord, 1° 17′ 28″ est   |       |
| Église Notre-Dame de Faverolles                                          | Faverolles-en-Berry             | Indre                   | Centre-Val de Loire        | classé     | « PA00097346 », notice no PA00097346 | 47° 10′ 17″ nord, 1° 24′ 37″ est   |       |
| Église Saint-Cyr d'Issoudun                                              | Issoudun                        | Indre                   | Centre-Val de Loire        | classé     | « PA00097357 », notice no PA00097357 | 46° 56′ 54″ nord, 1° 59′ 32″ est   |       |
| Église Saint-Pierre de Montlevicq                                        | Montlevicq                      | Indre                   | Centre-Val de Loire        | inscrit    | « PA00097401 », notice no PA00097401 | 46° 34′ 36″ nord, 2° 04′ 08″ est   |       |
| Château de Paudy                                                         | Paudy                           | Indre                   | Centre-Val de Loire        | classé     | « PA00097426 », notice no PA00097426 | 47° 02′ 25″ nord, 1° 55′ 10″ est   |       |
| Maison                                                                   | Vouillon                        | Indre                   | Centre-Val de Loire        | inscrit    | « PA00097491 », notice no PA00097491 | 46° 49′ 19″ nord, 1° 55′ 30″ est   |       |
| Château de Montpoupon                                                    | Céré-la-Ronde                   | Indre-et-Loire          | Centre-Val de Loire        | inscrit    | « PA00097620 », notice no PA00097620 | 47° 15′ 11″ nord, 1° 08′ 29″ est   |       |
| Château de Valmer                                                        | Chançay                         | Indre-et-Loire          | Centre-Val de Loire        | inscrit    | « PA00097627 », notice no PA00097627 | 47° 27′ 32″ nord, 0° 53′ 14″ est   |       |
| Château des Réaux                                                        | Chouzé-sur-Loire                | Indre-et-Loire          | Centre-Val de Loire        | inscrit    | « PA00097691 », notice no PA00097691 | 47° 14′ 52″ nord, 0° 08′ 54″ est   |       |
| Abbaye Saint-Paul de Cormery                                             | Cormery                         | Indre-et-Loire          | Centre-Val de Loire        | classé     | « PA00097710 », notice no PA00097710 | 47° 16′ 08″ nord, 0° 50′ 13″ est   |       |
| Vieille halle de Luynes                                                  | Luynes                          | Indre-et-Loire          | Centre-Val de Loire        | classé     | « PA00097848 », notice no PA00097848 | 47° 23′ 08″ nord, 0° 33′ 15″ est   |       |
| Manoir de Bourdigal                                                      | Monnaie                         | Indre-et-Loire          | Centre-Val de Loire        | inscrit    | « PA00097869 », notice no PA00097869 | 47° 30′ 13″ nord, 0° 46′ 49″ est   |       |
| Église Saint-Pierre                                                      | Parçay-sur-Vienne               | Indre-et-Loire          | Centre-Val de Loire        | classé     | « PA00097907 », notice no PA00097907 | 47° 06′ 15″ nord, 0° 28′ 40″ est   |       |
| Prieuré Notre-Dame de Relay                                              | Pont-de-Ruan                    | Indre-et-Loire          | Centre-Val de Loire        | inscrit    | « PA00097918 », notice no PA00097918 | 47° 16′ 26″ nord, 0° 32′ 44″ est   |       |
| Château de la Côte (Reugny)                                              | Reugny                          | Indre-et-Loire          | Centre-Val de Loire        | inscrit    | « PA00097940 », notice no PA00097940 | 47° 28′ 14″ nord, 0° 52′ 46″ est   |       |
| Château                                                                  | Richelieu                       | Indre-et-Loire          | Centre-Val de Loire        | classé     | « PA00097945 », notice no PA00097945 | 47° 00′ 26″ nord, 0° 19′ 33″ est   |       |
| Église Notre-Dame de Rigny-Ussé                                          | Rigny-Ussé                      | Indre-et-Loire          | Centre-Val de Loire        | classé     | « PA00098035 », notice no PA00098035 | 47° 14′ 53″ nord, 0° 18′ 58″ est   |       |
| Maison de Rabelais                                                       | Seuilly                         | Indre-et-Loire          | Centre-Val de Loire        | classé     | « PA00098115 », notice no PA00098115 | 47° 08′ 26″ nord, 0° 10′ 42″ est   |       |
| Église Saint-Pierre de Sassenage                                         | Sassenage                       | Isère                   | Auvergne-Rhône-Alpes       | inscrit    | « PA00117281 », notice no PA00117281 | 45° 12′ 24″ nord, 5° 39′ 45″ est   |       |
| Église Saint-Laurent-des-Prés de Tullins                                 | Tullins                         | Isère                   | Auvergne-Rhône-Alpes       | classé     | « PA00117300 », notice no PA00117300 | 45° 17′ 47″ nord, 5° 29′ 01″ est   |       |
| Hôtel de ville (ancien palais épiscopal)                                 | Blois                           | Loir-et-Cher            | Centre-Val de Loire        | classé     | « PA00098346 », notice no PA00098346 | 47° 35′ 19″ nord, 1° 20′ 14″ est   |       |
| Maison de la Chancellerie                                                | Blois                           | Loir-et-Cher            | Centre-Val de Loire        | inscrit    | « PA00098371 », notice no PA00098371 | 47° 35′ 14″ nord, 1° 19′ 51″ est   |       |
| Maison Florent Tissart                                                   | Lavardin                        | Loir-et-Cher            | Centre-Val de Loire        | classé     | « PA00098463 », notice no PA00098463 | 47° 44′ 33″ nord, 0° 53′ 14″ est   |       |
| Porte des Montils                                                        | Les Montils                     | Loir-et-Cher            | Centre-Val de Loire        | inscrit    | « PA00098501 », notice no PA00098501 | 47° 29′ 42″ nord, 1° 17′ 44″ est   |       |
| Église Saint-Cloud de Rhodon                                             | Rhodon                          | Loir-et-Cher            | Centre-Val de Loire        | classé     | « PA00098549 », notice no PA00098549 | 47° 45′ 09″ nord, 1° 16′ 05″ est   |       |
| Église Saint-Philibert de Charlieu                                       | Charlieu                        | Loire                   | Auvergne-Rhône-Alpes       | inscrit    | « PA00117451 », notice no PA00117451 | 46° 09′ 30″ nord, 4° 10′ 16″ est   |       |
| Chapelle Sainte-Barbe de Grézolles                                       | Grézolles                       | Loire                   | Auvergne-Rhône-Alpes       | classé     | « PA00117495 », notice no PA00117495 | 45° 51′ 46″ nord, 3° 57′ 15″ est   |       |
| Maison Notre-Dame                                                        | La Pacaudière                   | Loire                   | Auvergne-Rhône-Alpes       | inscrit    | « PA00117538 », notice no PA00117538 | 46° 10′ 32″ nord, 3° 52′ 05″ est   |       |
| Maison. Ancien Hôtel des impôts                                          | La Pacaudière                   | Loire                   | Auvergne-Rhône-Alpes       | inscrit    | « PA00117539 », notice no PA00117539 | 46° 10′ 32″ nord, 3° 52′ 05″ est   |       |
| Château de Roanne                                                        | Roanne                          | Loire                   | Auvergne-Rhône-Alpes       | inscrit    | « PA00117561 », notice no PA00117561 | 46° 02′ 25″ nord, 4° 04′ 19″ est   |       |
| Château de Rochetaillée                                                  | Saint-Étienne                   | Loire                   | Auvergne-Rhône-Alpes       | inscrit    | « PA00117597 », notice no PA00117597 | 45° 24′ 36″ nord, 4° 26′ 46″ est   |       |
| Église de la Nativité-de-Saint-Jean-Baptiste de Saint-Jean-Soleymieux    | Saint-Jean-Soleymieux           | Loire                   | Auvergne-Rhône-Alpes       | inscrit    | « PA00117630 », notice no PA00117630 | 45° 30′ 12″ nord, 4° 02′ 24″ est   |       |
| Château de Coligny                                                       | Châtillon-Coligny               | Loiret                  | Centre-Val de Loire        | inscrit    | « PA00098744 », notice no PA00098744 | 47° 49′ 20″ nord, 2° 50′ 57″ est   |       |
| Maison                                                                   | Ouzouer-sur-Trézée              | Loiret                  | Centre-Val de Loire        | inscrit    | « PA00098984 », notice no PA00098984 | 47° 40′ 19″ nord, 2° 48′ 32″ est   |       |
| Église Saint-Martin d'Anglars                                            | Anglars                         | Lot                     | Occitanie                  | classé     | « PA00094963 », notice no PA00094963 | 44° 44′ 23″ nord, 1° 54′ 24″ est   |       |
| Église Saint-Laurent d'Anglars-Juillac                                   | Anglars-Juillac                 | Lot                     | Occitanie                  | classé     | « PA00094962 », notice no PA00094962 | 44° 29′ 46″ nord, 1° 12′ 30″ est   |       |
| Maison                                                                   | Figeac                          | Lot                     | Occitanie                  | inscrit    | « PA00095083 », notice no PA00095083 | 44° 36′ 28″ nord, 2° 02′ 01″ est   |       |
| Hôtel de Viguier d'Auglanat                                              | Figeac                          | Lot                     | Occitanie                  | inscrit    | « PA00095080 », notice no PA00095080 | 44° 36′ 26″ nord, 2° 02′ 01″ est   |       |
| Église Saint-Pierre de Nadaillac-de-Rouge                                | Nadaillac-de-Rouge              | Lot                     | Occitanie                  | classé     | « PA00095180 », notice no PA00095180 | 44° 50′ 59″ nord, 1° 25′ 45″ est   |       |
| Maison à pans de bois                                                    | Saint-Céré                      | Lot                     | Occitanie                  | inscrit    | « PA00095221 », notice no PA00095221 | 44° 51′ 33″ nord, 1° 53′ 26″ est   |       |
| Maison Bordes                                                            | Saint-Cirq-Lapopie              | Lot                     | Occitanie                  | classé     | « PA00095229 », notice no PA00095229 | 44° 27′ 52″ nord, 1° 40′ 20″ est   |       |
| Église Saint-Martin-d'Anglars de Saint-Maurin                            | Saint-Maurin                    | Lot-et-Garonne          | Nouvelle-Aquitaine         | classé     | « PA00084236 », notice no PA00084236 | 44° 12′ 25″ nord, 0° 53′ 31″ est   |       |
| Église Saint-Martin de Grandrieu                                         | Grandrieu                       | Lozère                  | Occitanie                  | classé     | « PA00103824 », notice no PA00103824 | 44° 47′ 11″ nord, 3° 38′ 01″ est   |       |
| Collégiale Notre-Dame de Quézac                                          | Quézac                          | Lozère                  | Occitanie                  | classé     | « PA00103907 », notice no PA00103907 | 44° 22′ 08″ nord, 3° 31′ 29″ est   |       |
| Chapelle de la Barre                                                     | Angers                          | Maine-et-Loire          | Pays de la Loire           | classé     | « PA00108867 », notice no PA00108867 | 47° 28′ 19″ nord, 0° 35′ 48″ ouest |       |
| Hospices d'Angers ou Hôpital Sainte-Marie                                | Angers                          | Maine-et-Loire          | Pays de la Loire           | classé     | « PA00108896 », notice no PA00108896 | 47° 28′ 56″ nord, 0° 33′ 33″ ouest |       |
| Château d'Aubigné                                                        | Aubigné-sur-Layon               | Maine-et-Loire          | Pays de la Loire           | inscrit    | « PA00108949 », notice no PA00108949 | 47° 12′ 49″ nord, 0° 27′ 42″ ouest |       |
| Église Saint-Martin-de-Vertou de Bocé                                    | Baugé-en-Anjou                  | Maine-et-Loire          | Pays de la Loire           | classé     | « PA00108977 », notice no PA00108977 | 47° 30′ 22″ nord, 0° 04′ 59″ ouest |       |
| Manoir de Charnacé                                                       | Les Hauts-d'Anjou               | Maine-et-Loire          | Pays de la Loire           | classé     | « PA00109010 », notice no PA00109010 | 47° 40′ 49″ nord, 0° 34′ 21″ ouest |       |
| Dolmen de la Madeleine                                                   | Gennes-Val-de-Loire             | Maine-et-Loire          | Pays de la Loire           | classé     | « PA00109121 », notice no PA00109121 | 47° 19′ 54″ nord, 0° 14′ 06″ ouest |       |
| Château de Montsoreau                                                    | Montsoreau                      | Maine-et-Loire          | Pays de la Loire           | inscrit    | « PA00109211 », notice no PA00109211 | 47° 12′ 56″ nord, 0° 03′ 44″ est   |       |
| Château de Flamanville                                                   | Flamanville                     | Manche                  | Normandie                  | inscrit    | « PA00110400 », notice no PA00110400 | 49° 31′ 36″ nord, 1° 52′ 13″ ouest |       |
| Église Notre-Dame-du-Cap-Lihou                                           | Granville                       | Manche                  | Normandie                  | classé     | « PA00110418 », notice no PA00110418 | 48° 50′ 12″ nord, 1° 36′ 19″ ouest |       |
| Château                                                                  | Saint-Pierre-Église             | Manche                  | Normandie                  | inscrit    | « PA00110598 », notice no PA00110598 | 49° 40′ 05″ nord, 1° 24′ 40″ ouest |       |
| Tumulus de Bussy-le-Château                                              | Bussy-le-Château                | Marne                   | Grand Est                  | classé     | « PA00078603 », notice no PA00078603 | 49° 03′ 45″ nord, 4° 32′ 33″ est   |       |
| Tumulus de Bussy-le-Château                                              | Bussy-le-Château                | Marne                   | Grand Est                  | classé     | « PA00078602 », notice no PA00078602 | 49° 03′ 43″ nord, 4° 32′ 45″ est   |       |
| Hôtel des Intendants de Champagne                                        | Châlons-en-Champagne            | Marne                   | Grand Est                  | classé     | « PA00078622 », notice no PA00078622 | 48° 57′ 12″ nord, 4° 22′ 00″ est   |       |
| Église Saint-Pierre de Coulmier                                          | La Chaussée-sur-Marne           | Marne                   | Grand Est                  | classé     | « PA00078664 », notice no PA00078664 | 48° 49′ 59″ nord, 4° 31′ 29″ est   |       |
| Église Saint-Memmie de Coupéville                                        | Coupéville                      | Marne                   | Grand Est                  | classé     | « PA00078678 », notice no PA00078678 | 48° 54′ 40″ nord, 4° 37′ 37″ est   |       |
| Église Saint-Maurice de Cuchery                                          | Cuchery                         | Marne                   | Grand Est                  | classé     | « PA00078687 », notice no PA00078687 | 49° 07′ 51″ nord, 3° 49′ 23″ est   |       |
| Hôtel-Dieu                                                               | Reims                           | Marne                   | Grand Est                  | classé     | « PA00078791 », notice no PA00078791 | 49° 15′ 15″ nord, 4° 01′ 54″ est   |       |
| Caves sur deux niveaux                                                   | Reims                           | Marne                   | Grand Est                  | inscrit    | « PA00078812 », notice no PA00078812 | 49° 15′ 33″ nord, 4° 01′ 55″ est   |       |
| Église Notre-Dame du Château de Sainte-Menehould                         | Sainte-Menehould                | Marne                   | Grand Est                  | classé     | « PA00078841 », notice no PA00078841 | 49° 05′ 24″ nord, 4° 53′ 43″ est   |       |
| Dolmen du Reclus                                                         | Bannay                          | Marne                   | Grand Est                  | classé     | « PA00078869 », notice no PA00078869 | 48° 50′ 26″ nord, 3° 42′ 45″ est   |       |
| Église Saint-Léger de Vauciennes (Marne)                                 | Vauciennes                      | Marne                   | Grand Est                  | classé     | « PA00078883 », notice no PA00078883 | 49° 03′ 00″ nord, 3° 53′ 00″ est   |       |
| Calvaire de Vitry-en-Perthois                                            | Vitry-en-Perthois               | Marne                   | Grand Est                  | classé     | « PA00078907 », notice no PA00078907 | 48° 44′ 48″ nord, 4° 37′ 34″ est   |       |
| Château de Château-Gontier                                               | Château-Gontier                 | Mayenne                 | Pays de la Loire           | inscrit    | « PA00109482 », notice no PA00109482 | 47° 49′ 33″ nord, 0° 42′ 14″ ouest |       |
| Fontaine Saint-Martin                                                    | Laval                           | Mayenne                 | Pays de la Loire           | inscrit    | « PA00109535 », notice no PA00109535 | 48° 04′ 16″ nord, 0° 46′ 43″ ouest |       |
| Fontaine                                                                 | Laval                           | Mayenne                 | Pays de la Loire           | inscrit    | « PA00109532 », notice no PA00109532 | 48° 04′ 01″ nord, 0° 46′ 15″ ouest |       |
| Tour Rennaise                                                            | Laval                           | Mayenne                 | Pays de la Loire           | inscrit    | « PA00109552 », notice no PA00109552 | 48° 04′ 03″ nord, 0° 46′ 25″ ouest |       |
| Fontaine                                                                 | Laval                           | Mayenne                 | Pays de la Loire           | inscrit    | « PA00109533 », notice no PA00109533 | 48° 04′ 10″ nord, 0° 46′ 27″ ouest |       |
| Château de Haussonville                                                  | Haussonville                    | Meurthe-et-Moselle      | Grand Est                  | classé     | « PA00106045 », notice no PA00106045 | 48° 31′ 44″ nord, 6° 19′ 31″ est   |       |
| Château de Morey                                                         | Belleau                         | Meurthe-et-Moselle      | Grand Est                  | classé     | « PA00106094 », notice no PA00106094 | 48° 49′ 38″ nord, 6° 09′ 45″ est   |       |
| Église de l'Assomption de Morey                                          | Belleau                         | Meurthe-et-Moselle      | Grand Est                  | classé     | « PA00106095 », notice no PA00106095 | 48° 49′ 39″ nord, 6° 09′ 45″ est   |       |
| Croix de route de Morfontaine                                            | Morfontaine                     | Meurthe-et-Moselle      | Grand Est                  | classé     | « PA00106096 », notice no PA00106096 | 49° 26′ 50″ nord, 5° 48′ 31″ est   |       |
| Hôtel de ville                                                           | Toul                            | Meurthe-et-Moselle      | Grand Est                  | classé     | « PA00106383 », notice no PA00106383 | 48° 40′ 34″ nord, 5° 53′ 39″ est   |       |
| Maison du Bailliage                                                      | Vézelise                        | Meurthe-et-Moselle      | Grand Est                  | classé     | « PA00106432 », notice no PA00106432 | 48° 29′ 13″ nord, 6° 05′ 16″ est   |       |
| Fontaine                                                                 | Bar-le-Duc                      | Meuse                   | Grand Est                  | inscrit    | « PA00106467 », notice no PA00106467 | 48° 46′ 13″ nord, 5° 09′ 30″ est   |       |
| Tour Heyblot                                                             | Bar-le-Duc                      | Meuse                   | Grand Est                  | classé     | « PA00106492 », notice no PA00106492 | 48° 46′ 08″ nord, 5° 09′ 28″ est   |       |
| Cimetière de l'église de Dugny-sur-Meuse                                 | Dugny-sur-Meuse                 | Meuse                   | Grand Est                  | classé     | « PA00106529 », notice no PA00106529 | 49° 06′ 39″ nord, 5° 23′ 26″ est   |       |
| Tour de l'Islot                                                          | Verdun                          | Meuse                   | Grand Est                  | classé     | « PA00106671 », notice no PA00106671 | 49° 09′ 33″ nord, 5° 23′ 24″ est   |       |
| Chapelle Notre-Dame-des-Vertus                                           | Berric                          | Morbihan                | Bretagne                   | classé     | « PA00091031 », notice no PA00091031 | 47° 38′ 29″ nord, 2° 30′ 44″ ouest |       |
| Église de la Trinité                                                     | Calan                           | Morbihan                | Bretagne                   | classé     | « PA00091066 », notice no PA00091066 | 47° 52′ 31″ nord, 3° 19′ 23″ ouest |       |
| Ossuaire                                                                 | Gourin                          | Morbihan                | Bretagne                   | inscrit    | « PA00091211 », notice no PA00091211 | 48° 08′ 22″ nord, 3° 36′ 28″ ouest |       |
| Dolmen de Kerviniou                                                      | Guiscriff                       | Morbihan                | Bretagne                   | classé     | « PA00091273 », notice no PA00091273 | 48° 01′ 01″ nord, 3° 37′ 19″ ouest |       |
| Chapelle de la Congrégation                                              | Locminé                         | Morbihan                | Bretagne                   | inscrit    | « PA00091394 », notice no PA00091394 | 47° 53′ 16″ nord, 2° 50′ 08″ ouest |       |
| Hôtel Gabriel                                                            | Lorient                         | Morbihan                | Bretagne                   | classé     | « PA00091412 », notice no PA00091412 | 47° 44′ 44″ nord, 3° 21′ 19″ ouest |       |
| Croix de cimetière                                                       | Plougoumelen                    | Morbihan                | Bretagne                   | classé     | « PA00091514 », notice no PA00091514 | 47° 39′ 10″ nord, 2° 55′ 05″ ouest |       |
| Rendez-vous de chasse des Rohan                                          | Pontivy                         | Morbihan                | Bretagne                   | classé     | « PA00091578 », notice no PA00091578 | 48° 04′ 05″ nord, 2° 57′ 53″ ouest |       |
| Roches à cupules de la Pointe Saint-Julien                               | Quiberon                        | Morbihan                | Bretagne                   | classé     | « PA00091616 », notice no PA00091616 | 47° 29′ 45″ nord, 3° 06′ 50″ ouest |       |
| Calvaire de Remungol                                                     | Évellys                         | Morbihan                | Bretagne                   | classé     | « PA00091634 », notice no PA00091634 | 47° 55′ 59″ nord, 2° 54′ 00″ ouest |       |
| Église Notre-Dame-de-Lorette                                             | Roudouallec                     | Morbihan                | Bretagne                   | inscrit    | « PA00091647 », notice no PA00091647 | 48° 07′ 32″ nord, 3° 43′ 15″ ouest |       |
| Chapelle Sainte-Anne                                                     | Saint-Dolay                     | Morbihan                | Bretagne                   | classé     | « PA00091670 », notice no PA00091670 | 47° 33′ 55″ nord, 2° 11′ 44″ ouest |       |
| Îlot de Guernic                                                          | Saint-Pierre-Quiberon           | Morbihan                | Bretagne                   | classé     | « PA00091712 », notice no PA00091712 | 47° 33′ 10″ nord, 3° 09′ 48″ ouest |       |
| Immeuble                                                                 | Ars-sur-Moselle                 | Moselle                 | Grand Est                  | inscrit    | « PA00106724 », notice no PA00106724 | 49° 04′ 38″ nord, 6° 04′ 26″ est   |       |
| Église Notre-Dame d'Aube                                                 | Aube                            | Moselle                 | Grand Est                  | classé     | « PA00106725 », notice no PA00106725 | 49° 01′ 37″ nord, 6° 20′ 36″ est   |       |
| Porte de Strasbourg                                                      | Bitche                          | Moselle                 | Grand Est                  | inscrit    | « PA00106737 », notice no PA00106737 | 49° 03′ 01″ nord, 7° 25′ 26″ est   |       |
| Église Saint-Antoine d'Ussel                                             | Boust                           | Moselle                 | Grand Est                  | classé     | « PA00106740 », notice no PA00106740 | 49° 26′ 16″ nord, 6° 12′ 40″ est   |       |
| Château de Waldeck                                                       | Éguelshardt                     | Moselle                 | Grand Est                  | classé     | « PA00106755 », notice no PA00106755 | 49° 01′ 04″ nord, 7° 31′ 37″ est   |       |
| Église Notre-Dame-de-la-Visitation de Heckenransbach                     | Ernestviller                    | Moselle                 | Grand Est                  | classé     | « PA00106758 », notice no PA00106758 | 49° 03′ 29″ nord, 6° 58′ 51″ est   |       |
| Église Saint-Rémy de Fénétrange                                          | Fénétrange                      | Moselle                 | Grand Est                  | classé     | « PA00106762 », notice no PA00106762 | 48° 50′ 50″ nord, 7° 01′ 18″ est   |       |
| Camp romain d'Haselbourg                                                 | Haselbourg                      | Moselle                 | Grand Est                  | classé     | « PA00106778 », notice no PA00106778 | 48° 41′ 05″ nord, 7° 12′ 09″ est   |       |
| Château de Hellering                                                     | Hombourg-Haut                   | Moselle                 | Grand Est                  | classé     | « PA00106788 », notice no PA00106788 | 49° 07′ 17″ nord, 6° 46′ 56″ est   |       |
| Collégiale Saint-Étienne de Hombourg-Haut                                | Hombourg-Haut                   | Moselle                 | Grand Est                  | classé     | « PA00106789 », notice no PA00106789 | 49° 04′ 25″ nord, 6° 27′ 54″ est   |       |
| Château de Lutzelbourg                                                   | Lutzelbourg                     | Moselle                 | Grand Est                  | classé     | « PA00106799 », notice no PA00106799 | 48° 43′ 57″ nord, 7° 15′ 14″ est   |       |
| Château de Malbrouck                                                     | Manderen                        | Moselle                 | Grand Est                  | classé     | « PA00106800 », notice no PA00106800 | 49° 27′ 26″ nord, 6° 25′ 58″ est   |       |
| Briquetage de la Seille                                                  | Marsal                          | Moselle                 | Grand Est                  | classé     | « PA00106804 », notice no PA00106804 |                                    |       |
| Autel druidique                                                          | Meisenthal                      | Moselle                 | Grand Est                  | classé     | « PA00106808 », notice no PA00106808 | 48° 57′ 14″ nord, 7° 22′ 06″ est   |       |
| Temple Neuf                                                              | Metz                            | Moselle                 | Grand Est                  | classé     | « PA00106919 », notice no PA00106919 | 49° 07′ 14″ nord, 6° 10′ 19″ est   |       |
| Les Trinitaires                                                          | Metz                            | Moselle                 | Grand Est                  | classé     | « PA00106825 », notice no PA00106825 | 49° 07′ 17″ nord, 6° 10′ 45″ est   |       |
| Abbaye et basilique Saint-Vincent                                        | Metz                            | Moselle                 | Grand Est                  | classé     | « PA00106835 », notice no PA00106835 | 49° 07′ 25″ nord, 6° 10′ 22″ est   |       |
| Maison                                                                   | Metz                            | Moselle                 | Grand Est                  | inscrit    | « PA00106866 », notice no PA00106866 | 49° 07′ 16″ nord, 6° 10′ 38″ est   |       |
| Grange des Antonistes                                                    | Metz                            | Moselle                 | Grand Est                  | inscrit    | « PA00106824 », notice no PA00106824 | 49° 07′ 18″ nord, 6° 10′ 43″ est   |       |
| Immeubles                                                                | Metz                            | Moselle                 | Grand Est                  | classé     | « PA00106859 », notice no PA00106859 | 49° 07′ 17″ nord, 6° 10′ 19″ est   |       |
| Maison                                                                   | Metz                            | Moselle                 | Grand Est                  | inscrit    | « PA00106880 », notice no PA00106880 | 49° 07′ 12″ nord, 6° 10′ 43″ est   |       |
| Maison                                                                   | Metz                            | Moselle                 | Grand Est                  | inscrit    | « PA00106883 », notice no PA00106883 | 49° 07′ 07″ nord, 6° 10′ 34″ est   |       |
| Maison                                                                   | Metz                            | Moselle                 | Grand Est                  | inscrit    | « PA00106910 », notice no PA00106910 | 49° 07′ 21″ nord, 6° 10′ 16″ est   |       |
| Opéra-théâtre                                                            | Metz                            | Moselle                 | Grand Est                  | classé     | « PA00106920 », notice no PA00106920 | 49° 07′ 18″ nord, 6° 10′ 22″ est   |       |
| Maison                                                                   | Metz                            | Moselle                 | Grand Est                  | inscrit    | « PA00106868 », notice no PA00106868 | 49° 07′ 07″ nord, 6° 10′ 37″ est   |       |
| Maison                                                                   | Metz                            | Moselle                 | Grand Est                  | inscrit    | « PA00106881 », notice no PA00106881 | 49° 07′ 13″ nord, 6° 10′ 44″ est   |       |
| Place Saint-Étienne                                                      | Metz                            | Moselle                 | Grand Est                  | classé     | « PA00106915 », notice no PA00106915 | 49° 07′ 12″ nord, 6° 10′ 30″ est   |       |
| Cathédrale Saint-Étienne                                                 | Metz                            | Moselle                 | Grand Est                  | classé     | « PA00106817 », notice no PA00106817 | 49° 07′ 13″ nord, 6° 10′ 32″ est   |       |
| Maison                                                                   | Metz                            | Moselle                 | Grand Est                  | inscrit    | « PA00106873 », notice no PA00106873 | 49° 07′ 15″ nord, 6° 10′ 14″ est   |       |
| Maison                                                                   | Metz                            | Moselle                 | Grand Est                  | inscrit    | « PA00106876 », notice no PA00106876 | 49° 06′ 49″ nord, 6° 10′ 31″ est   |       |
| Château du Falkenstein                                                   | Philippsbourg                   | Moselle                 | Grand Est                  | classé     | « PA00106970 », notice no PA00106970 | 49° 00′ 17″ nord, 7° 33′ 56″ est   |       |
| Abbatiale Saint-Nabor de Saint-Avold                                     | Saint-Avold                     | Moselle                 | Grand Est                  | inscrit    | « PA00106983 », notice no PA00106983 | 49° 06′ 12″ nord, 6° 42′ 36″ est   |       |
| Église Saint-Quentin de Chazelles                                        | Scy-Chazelles                   | Moselle                 | Grand Est                  | classé     | « PA00107003 », notice no PA00107003 | 49° 06′ 40″ nord, 6° 06′ 41″ est   |       |
| Château des ducs de Lorraine                                             | Sierck-les-Bains                | Moselle                 | Grand Est                  | classé     | « PA00107005 », notice no PA00107005 | 49° 26′ 26″ nord, 6° 21′ 30″ est   |       |
| Restes romains de Tarquimpol                                             | Tarquimpol                      | Moselle                 | Grand Est                  | classé     | « PA00107008 », notice no PA00107008 | 48° 47′ 37″ nord, 6° 45′ 54″ est   |       |
| Église Saint-Denis de Thicourt                                           | Thicourt                        | Moselle                 | Grand Est                  | classé     | « PA00107009 », notice no PA00107009 | 48° 59′ 20″ nord, 6° 33′ 18″ est   |       |
| Château de Vic-sur-Seille                                                | Vic-sur-Seille                  | Moselle                 | Grand Est                  | classé     | « PA00107024 », notice no PA00107024 | 48° 46′ 47″ nord, 6° 31′ 50″ est   |       |
| Monnaie épiscopale de Vic-sur-Seille                                     | Vic-sur-Seille                  | Moselle                 | Grand Est                  | classé     | « PA00107028 », notice no PA00107028 | 48° 46′ 55″ nord, 6° 31′ 49″ est   |       |
| Porte Notre-Dame                                                         | Château-Chinon                  | Nièvre                  | Bourgogne-Franche-Comté    | inscrit    | « PA00112842 », notice no PA00112842 | 47° 03′ 48″ nord, 3° 56′ 02″ est   |       |
| Église Saint-Jacques de Cosne-Cours-sur-Loire                            | Cosne-Cours-sur-Loire           | Nièvre                  | Bourgogne-Franche-Comté    | classé     | « PA00112867 », notice no PA00112867 | 47° 24′ 39″ nord, 2° 55′ 31″ est   |       |
| Château de Villemenant                                                   | Guérigny                        | Nièvre                  | Bourgogne-Franche-Comté    | classé     | « PA00112900 », notice no PA00112900 | 47° 05′ 37″ nord, 3° 12′ 22″ est   |       |
| Prieuré de Commagny                                                      | Moulins-Engilbert               | Nièvre                  | Bourgogne-Franche-Comté    | classé     | « PA00112926 », notice no PA00112926 | 46° 58′ 22″ nord, 3° 47′ 32″ est   |       |
| Porte de Paris                                                           | Nevers                          | Nièvre                  | Bourgogne-Franche-Comté    | classé     | « PA00112967 », notice no PA00112967 | 46° 59′ 33″ nord, 3° 09′ 39″ est   |       |
| Église Sainte-Eugénie de Varzy                                           | Varzy                           | Nièvre                  | Bourgogne-Franche-Comté    | inscrit    | « PA00113042 », notice no PA00113042 | 47° 21′ 29″ nord, 3° 23′ 01″ est   |       |
| Hôtel de ville d'Avesnes-sur-Helpe                                       | Avesnes-sur-Helpe               | Nord                    | Hauts-de-France            | classé     | « PA00107354 », notice no PA00107354 | 50° 07′ 19″ nord, 3° 55′ 53″ est   |       |
| Citerne militaire de Bergues                                             | Bergues                         | Nord                    | Hauts-de-France            | classé     | « PA00107367 », notice no PA00107367 | 50° 58′ 07″ nord, 2° 25′ 48″ est   |       |
| Collège des Jésuites                                                     | Cambrai                         | Nord                    | Hauts-de-France            | classé     | « PA00107400 », notice no PA00107400 | 50° 10′ 22″ nord, 3° 13′ 51″ est   |       |
| Moulin de l'Étendard                                                     | Cassel                          | Nord                    | Hauts-de-France            | inscrit    | « PA00107426 », notice no PA00107426 | 50° 48′ 05″ nord, 2° 29′ 01″ est   |       |
| Lycée Albert-Châtelet                                                    | Douai                           | Nord                    | Hauts-de-France            | classé     | « PA00107448 », notice no PA00107448 | 50° 22′ 24″ nord, 3° 05′ 02″ est   |       |
| Chartreuse Saints-Joseph-et-Mora                                         | Douai                           | Nord                    | Hauts-de-France            | classé     | « PA00107451 », notice no PA00107451 | 50° 22′ 28″ nord, 3° 04′ 32″ est   |       |
| Vieille écluse de Mardyck                                                | Dunkerque                       | Nord                    | Hauts-de-France            | classé     | « PA00107773 », notice no PA00107773 | 51° 01′ 39″ nord, 2° 19′ 19″ est   |       |
| Abbaye Saint-Lucien                                                      | Beauvais                        | Oise                    | Hauts-de-France            | classé     | « PA00114499 », notice no PA00114499 | 49° 26′ 30″ nord, 2° 04′ 44″ est   |       |
| Église Saint-Barthélemy                                                  | Beauvais                        | Oise                    | Hauts-de-France            | inscrit    | « PA00114507 », notice no PA00114507 | 49° 25′ 54″ nord, 2° 04′ 55″ est   |       |
| Tour Boileau                                                             | Beauvais                        | Oise                    | Hauts-de-France            | inscrit    | « PA00114518 », notice no PA00114518 | 49° 25′ 35″ nord, 2° 04′ 31″ est   |       |
| Chapelle du cimetière de Notre-Dame-du-Thil                              | Beauvais                        | Oise                    | Hauts-de-France            | classé     | « PA00114503 », notice no PA00114503 | 49° 26′ 20″ nord, 2° 05′ 02″ est   |       |
| Prieuré Sainte-Geneviève de Borest                                       | Borest                          | Oise                    | Hauts-de-France            | inscrit    | « PA00114538 », notice no PA00114538 | 49° 10′ 51″ nord, 2° 40′ 03″ est   |       |
| Église Saint-Martin de Borest                                            | Borest                          | Oise                    | Hauts-de-France            | inscrit    | « PA00114536 », notice no PA00114536 | 49° 10′ 48″ nord, 2° 40′ 24″ est   |       |
| Église Saint-Aubin de Cauffry                                            | Cauffry                         | Oise                    | Hauts-de-France            | classé     | « PA00114568 », notice no PA00114568 | 49° 19′ 03″ nord, 2° 26′ 55″ est   |       |
| Couvent des Jacobins                                                     | Compiègne                       | Oise                    | Hauts-de-France            | inscrit    | « PA00114610 », notice no PA00114610 | 49° 25′ 06″ nord, 2° 49′ 18″ est   |       |
| Château d'Ermenonville                                                   | Ermenonville                    | Oise                    | Hauts-de-France            | inscrit    | « PA00114678 », notice no PA00114678 | 49° 07′ 36″ nord, 2° 41′ 35″ est   |       |
| Église Notre-Dame de Fontenay-Torcy                                      | Fontenay-Torcy                  | Oise                    | Hauts-de-France            | classé     | « PA00114693 », notice no PA00114693 | 49° 34′ 07″ nord, 1° 46′ 06″ est   |       |
| Château de la Rochefoucauld                                              | Liancourt                       | Oise                    | Hauts-de-France            | inscrit    | « PA00114729 », notice no PA00114729 | 49° 19′ 39″ nord, 2° 27′ 42″ est   |       |
| Église Saint-Martin de Saint-Martin-le-Nœud                              | Aux-Marais                      | Oise                    | Hauts-de-France            | classé     | « PA00114737 », notice no PA00114737 | 49° 24′ 36″ nord, 2° 03′ 05″ est   |       |
| Église Saint-Denis de Neuilly-en-Thelle                                  | Neuilly-en-Thelle               | Oise                    | Hauts-de-France            | classé     | « PA00114773 », notice no PA00114773 | 49° 13′ 28″ nord, 2° 17′ 04″ est   |       |
| Abbaye Saint-Jean-Baptiste du Moncel                                     | Pontpoint                       | Oise                    | Hauts-de-France            | classé     | « PA00114815 », notice no PA00114815 | 49° 18′ 07″ nord, 2° 36′ 52″ est   |       |
| Hôtel de Rasse                                                           | Senlis                          | Oise                    | Hauts-de-France            | inscrit    | « PA00114897 », notice no PA00114897 | 49° 12′ 20″ nord, 2° 35′ 21″ est   |       |
| Enceinte gallo-romaine                                                   | Senlis                          | Oise                    | Hauts-de-France            | inscrit    | « PA00114907 », notice no PA00114907 | 49° 12′ 28″ nord, 2° 35′ 04″ est   |       |
| Porte de Meaux                                                           | Senlis                          | Oise                    | Hauts-de-France            | inscrit    | « PA00114905 », notice no PA00114905 | 49° 12′ 09″ nord, 2° 35′ 27″ est   |       |
| Église Saint-Leufroy de Thiverny                                         | Thiverny                        | Oise                    | Hauts-de-France            | inscrit    | « PA00114921 », notice no PA00114921 | 49° 14′ 58″ nord, 2° 25′ 48″ est   |       |
| Château de Versigny                                                      | Versigny                        | Oise                    | Hauts-de-France            | inscrit    | « PA00114950 », notice no PA00114950 | 49° 09′ 29″ nord, 2° 45′ 39″ est   |       |
| Église Saint-Germain-d'Auxerre                                           | Rémalard                        | Orne                    | Normandie                  | classé     | « PA00110898 », notice no PA00110898 | 48° 25′ 47″ nord, 0° 46′ 42″ est   |       |
| Pierre procureuse                                                        | Saint-Cyr-la-Rosière            | Orne                    | Normandie                  | classé     | « PA00110915 », notice no PA00110915 | 48° 18′ 00″ nord, 0° 38′ 10″ est   |       |
| Hôtel de Parabère                                                        | 1er arrondissement de Paris     | Paris                   | Île-de-France              | classé     | « PA00085834 », notice no PA00085834 | 48° 52′ 03″ nord, 2° 19′ 50″ est   |       |
| Hôtel Baudard de Saint-James                                             | 1er arrondissement de Paris     | Paris                   | Île-de-France              | classé     | « PA00085809 », notice no PA00085809 | 48° 52′ 01″ nord, 2° 19′ 48″ est   |       |
| Hôtel Crozat                                                             | 1er arrondissement de Paris     | Paris                   | Île-de-France              | classé     | « PA00085826 », notice no PA00085826 | 48° 52′ 05″ nord, 2° 19′ 44″ est   |       |
| Hôtel d'Évreux                                                           | 1er arrondissement de Paris     | Paris                   | Île-de-France              | classé     | « PA00085822 », notice no PA00085822 | 48° 52′ 06″ nord, 2° 19′ 45″ est   |       |
| Hôtel de La Fare                                                         | 1er arrondissement de Paris     | Paris                   | Île-de-France              | classé     | « PA00085827 », notice no PA00085827 | 48° 52′ 02″ nord, 2° 19′ 49″ est   |       |
| Hôtel Duché des Tournelles                                               | 1er arrondissement de Paris     | Paris                   | Île-de-France              | classé     | « PA00085820 », notice no PA00085820 | 48° 52′ 03″ nord, 2° 19′ 50″ est   |       |
| Hôtel de Nocé                                                            | 1er arrondissement de Paris     | Paris                   | Île-de-France              | classé     | « PA00085833 », notice no PA00085833 | 48° 52′ 05″ nord, 2° 19′ 49″ est   |       |
| Hôtel Batailhe de Francès                                                | 1er arrondissement de Paris     | Paris                   | Île-de-France              | classé     | « PA00085808 », notice no PA00085808 | 48° 52′ 01″ nord, 2° 19′ 43″ est   |       |
| Théâtre du Palais-Royal                                                  | 1er arrondissement de Paris     | Paris                   | Île-de-France              | classé     | « PA00085916 », notice no PA00085916 | 48° 51′ 58″ nord, 2° 20′ 15″ est   |       |
| Église Sainte-Élisabeth de Béthonsart                                    | Béthonsart                      | Pas-de-Calais           | Hauts-de-France            | classé     | « PA00108199 », notice no PA00108199 | 50° 22′ 26″ nord, 2° 33′ 05″ est   |       |
| Église Saint-Gilles de Clenleu                                           | Clenleu                         | Pas-de-Calais           | Hauts-de-France            | classé     | « PA00108254 », notice no PA00108254 | 50° 31′ 22″ nord, 1° 52′ 14″ est   |       |
| Église Saint-Leu d'Huby-Saint-Leu                                        | Huby-Saint-Leu                  | Pas-de-Calais           | Hauts-de-France            | inscrit    | « PA00108321 », notice no PA00108321 | 50° 23′ 03″ nord, 2° 02′ 05″ est   |       |
| Église Saint-Flochel de Ligny-Saint-Flochel                              | Ligny-Saint-Flochel             | Pas-de-Calais           | Hauts-de-France            | classé     | « PA00108332 », notice no PA00108332 | 50° 21′ 30″ nord, 2° 25′ 35″ est   |       |
| Église Saint-Omer de Merck-Saint-Liévin                                  | Merck-Saint-Liévin              | Pas-de-Calais           | Hauts-de-France            | classé     | « PA00108347 », notice no PA00108347 | 50° 37′ 20″ nord, 2° 07′ 05″ est   |       |
| Église Saint-Martin de Nielles-lès-Bléquin                               | Nielles-lès-Bléquin             | Pas-de-Calais           | Hauts-de-France            | inscrit    | « PA00108367 », notice no PA00108367 | 50° 40′ 29″ nord, 2° 01′ 49″ est   |       |
| Collège des Jésuites anglais                                             | Saint-Omer                      | Pas-de-Calais           | Hauts-de-France            | classé     | « PA00108404 », notice no PA00108404 | 50° 44′ 57″ nord, 2° 15′ 29″ est   |       |
| Pont sur la Dore                                                         | Olliergues                      | Puy-de-Dôme             | Auvergne-Rhône-Alpes       | classé     | « PA00092225 », notice no PA00092225 | 45° 40′ 27″ nord, 3° 38′ 08″ est   |       |
| Église Saint-Martin de Prompsat                                          | Prompsat                        | Puy-de-Dôme             | Auvergne-Rhône-Alpes       | classé     | « PA00092252 », notice no PA00092252 | 45° 56′ 57″ nord, 3° 04′ 40″ est   |       |
| Église Notre-Dame-du-Marthuret                                           | Riom                            | Puy-de-Dôme             | Auvergne-Rhône-Alpes       | classé     | « PA00092268 », notice no PA00092268 | 45° 53′ 31″ nord, 3° 06′ 48″ est   |       |
| Remparts du Petit Bayonne                                                | Bayonne                         | Pyrénées-Atlantiques    | Nouvelle-Aquitaine         | inscrit    | « PA00084345 », notice no PA00084345 | 43° 29′ 25″ nord, 1° 28′ 07″ ouest |       |
| Remparts de Prats-de-Mollo                                               | Prats-de-Mollo-la-Preste        | Pyrénées-Orientales     | Occitanie                  | classé     | « PA00104103 », notice no PA00104103 | 42° 24′ 13″ nord, 2° 28′ 47″ est   |       |
| Aqueduc du Gier                                                          | Soucieu-en-Jarrest              | Rhône                   | Auvergne-Rhône-Alpes       | classé     | « PA00118068 », notice no PA00118068 | 45° 41′ 15″ nord, 4° 43′ 42″ est   |       |
| Église Notre-Dame de Lancharre                                           | Chapaize                        | Saône-et-Loire          | Bourgogne-Franche-Comté    | classé     | « PA00113187 », notice no PA00113187 | 46° 33′ 51″ nord, 4° 45′ 21″ est   |       |
| Croix de cimetière de Charnay-lès-Chalon                                 | Charnay-lès-Chalon              | Saône-et-Loire          | Bourgogne-Franche-Comté    | classé     | « PA00113197 », notice no PA00113197 | 46° 56′ 22″ nord, 5° 05′ 35″ est   |       |
| Église Notre-Dame de Clessé                                              | Clessé                          | Saône-et-Loire          | Bourgogne-Franche-Comté    | classé     | « PA00113219 », notice no PA00113219 | 46° 24′ 58″ nord, 4° 48′ 51″ est   |       |
| Moulin à vent de Romanèche-Thorins                                       | Romanèche-Thorins               | Saône-et-Loire          | Bourgogne-Franche-Comté    | classé     | « PA00113397 », notice no PA00113397 | 46° 12′ 11″ nord, 4° 43′ 39″ est   |       |
| Église Saint-Germain-et-Saint-Benoît de Saint-Germain-en-Brionnais       | Saint-Germain-en-Brionnais      | Saône-et-Loire          | Bourgogne-Franche-Comté    | classé     | « PA00113432 », notice no PA00113432 | 46° 21′ 01″ nord, 4° 15′ 38″ est   |       |
| Église Saint-Vincent de Sologny                                          | Sologny                         | Saône-et-Loire          | Bourgogne-Franche-Comté    | inscrit    | « PA00113479 », notice no PA00113479 | 46° 21′ 36″ nord, 4° 40′ 59″ est   |       |
| Abbaye Saint-Philibert                                                   | Tournus                         | Saône-et-Loire          | Bourgogne-Franche-Comté    | inscrit    | « PA00113488 », notice no PA00113488 | 46° 33′ 57″ nord, 4° 54′ 31″ est   |       |
| Église Saint-Jean-Baptiste de Tramayes                                   | Tramayes                        | Saône-et-Loire          | Bourgogne-Franche-Comté    | inscrit    | « PA00113511 », notice no PA00113511 | 46° 18′ 26″ nord, 4° 35′ 52″ est   |       |
| Château (inscrit) et Palais des Comtes du Maine (classé)                 | Le Mans                         | Sarthe                  | Pays de la Loire           | classé     | « PA00109801 », notice no PA00109801 | 48° 00′ 27″ nord, 0° 11′ 51″ est   |       |
| Église Saint-Jean-Baptiste de Cléry                                      | Cléry                           | Savoie                  | Auvergne-Rhône-Alpes       | classé     | « PA00118251 », notice no PA00118251 | 45° 38′ 39″ nord, 6° 17′ 40″ est   |       |
| Hôtel de ville des Échelles                                              | Les Échelles                    | Savoie                  | Auvergne-Rhône-Alpes       | inscrit    | « PA00118254 », notice no PA00118254 | 45° 26′ 11″ nord, 5° 45′ 14″ est   |       |
| Maison                                                                   | Les Échelles                    | Savoie                  | Auvergne-Rhône-Alpes       | inscrit    | « PA00118255 », notice no PA00118255 | 45° 26′ 10″ nord, 5° 45′ 15″ est   |       |
| Église Saint-Denis de Beton-Bazoches                                     | Beton-Bazoches                  | Seine-et-Marne          | Île-de-France              | classé     | « PA00086816 », notice no PA00086816 | 48° 42′ 07″ nord, 3° 14′ 42″ est   |       |
| Église Saint-Médard de Bussières                                         | Bussières                       | Seine-et-Marne          | Île-de-France              | inscrit    | « PA00086841 », notice no PA00086841 | 48° 55′ 20″ nord, 3° 14′ 06″ est   |       |
| Église Saint-Médard de Chailly-en-Brie                                   | Chailly-en-Brie                 | Seine-et-Marne          | Île-de-France              | inscrit    | « PA00086851 », notice no PA00086851 | 48° 47′ 23″ nord, 3° 07′ 28″ est   |       |
| Église Saint-Étienne de Chalmaison                                       | Chalmaison                      | Seine-et-Marne          | Île-de-France              | classé     | « PA00086854 », notice no PA00086854 | 48° 28′ 58″ nord, 3° 15′ 05″ est   |       |
| Église Saint-Pons de Citry                                               | Citry                           | Seine-et-Marne          | Île-de-France              | inscrit    | « PA00086896 », notice no PA00086896 | 48° 58′ 12″ nord, 3° 14′ 13″ est   |       |
| Couvent des Capucins de Coulommiers                                      | Coulommiers                     | Seine-et-Marne          | Île-de-France              | classé     | « PA00086905 », notice no PA00086905 | 48° 48′ 36″ nord, 3° 05′ 15″ est   |       |
| Abbaye du Lys                                                            | Dammarie-lès-Lys                | Seine-et-Marne          | Île-de-France              | classé     | « PA00086923 », notice no PA00086923 | 48° 31′ 06″ nord, 2° 37′ 55″ est   |       |
| Église Saint-Pierre-et-Saint-Paul de Dontilly                            | Donnemarie-Dontilly             | Seine-et-Marne          | Île-de-France              | classé     | « PA00086930 », notice no PA00086930 | 48° 28′ 31″ nord, 3° 07′ 41″ est   |       |
| Église Notre-Dame-de-l'Assomption d'Esmans                               | Esmans                          | Seine-et-Marne          | Île-de-France              | inscrit    | « PA00086952 », notice no PA00086952 | 48° 20′ 56″ nord, 2° 58′ 33″ est   |       |
| Église Sainte-Osmanne de Féricy                                          | Féricy                          | Seine-et-Marne          | Île-de-France              | classé     | « PA00086958 », notice no PA00086958 | 48° 27′ 35″ nord, 2° 48′ 00″ est   |       |
| Château                                                                  | Fontainebleau                   | Seine-et-Marne          | Île-de-France              | classé     | « PA00086975 », notice no PA00086975 | 48° 24′ 07″ nord, 2° 41′ 53″ est   |       |
| Église Notre-Dame-de-l'Assomption de Villenauxe-la-Petite                | Villenauxe-la-Petite            | Seine-et-Marne          | Île-de-France              | classé     | « PA00087322 », notice no PA00087322 | 48° 24′ 21″ nord, 3° 18′ 37″ est   |       |
| Manoir d'Archelles                                                       | Arques-la-Bataille              | Seine-Maritime          | Normandie                  | inscrit    | « PA00100546 », notice no PA00100546 | 49° 52′ 51″ nord, 1° 08′ 39″ est   |       |
| Bailliage d'Arques-la-Bataille                                           | Arques-la-Bataille              | Seine-Maritime          | Normandie                  | inscrit    | « PA00100543 », notice no PA00100543 | 49° 52′ 52″ nord, 1° 07′ 32″ est   |       |
| Château d'Auberville                                                     | Auberville-la-Manuel            | Seine-Maritime          | Normandie                  | inscrit    | « PA00100547 », notice no PA00100547 | 49° 49′ 42″ nord, 0° 35′ 06″ est   |       |
| Château de Beuzeville-la-Grenier                                         | Beuzeville-la-Grenier           | Seine-Maritime          | Normandie                  | inscrit    | « PA00100558 », notice no PA00100558 | 49° 35′ 00″ nord, 0° 25′ 50″ est   |       |
| Hôtel Saint-Michel                                                       | La Bouille                      | Seine-Maritime          | Normandie                  | inscrit    | « PA00100577 », notice no PA00100577 | 49° 21′ 09″ nord, 0° 55′ 47″ est   |       |
| Maison à pans de bois                                                    | La Bouille                      | Seine-Maritime          | Normandie                  | inscrit    | « PA00100578 », notice no PA00100578 | 49° 21′ 09″ nord, 0° 55′ 47″ est   |       |
| Église Saint-Martin de Cany                                              | Cany-Barville                   | Seine-Maritime          | Normandie                  | inscrit    | « PA00100592 », notice no PA00100592 | 49° 47′ 09″ nord, 0° 37′ 58″ est   |       |
| Château de Cany                                                          | Cany-Barville                   | Seine-Maritime          | Normandie                  | inscrit    | « PA00100591 », notice no PA00100591 | 49° 46′ 01″ nord, 0° 37′ 49″ est   |       |
| Château de Briançon                                                      | Criel-sur-Mer                   | Seine-Maritime          | Normandie                  | inscrit    | « PA00100609 », notice no PA00100609 | 50° 01′ 03″ nord, 1° 18′ 56″ est   |       |
| Église Saint-Aubin de Criel-sur-Mer                                      | Criel-sur-Mer                   | Seine-Maritime          | Normandie                  | inscrit    | « PA00100610 », notice no PA00100610 | 50° 01′ 00″ nord, 1° 19′ 10″ est   |       |
| Église Saint-Étienne d'Elbeuf                                            | Elbeuf                          | Seine-Maritime          | Normandie                  | classé     | « PA00100636 », notice no PA00100636 | 49° 17′ 27″ nord, 0° 59′ 53″ est   |       |
| Porte de Paris                                                           | Gournay-en-Bray                 | Seine-Maritime          | Normandie                  | inscrit    | « PA00100678 », notice no PA00100678 | 49° 28′ 52″ nord, 1° 43′ 30″ est   |       |
| Ferme de la Valouine                                                     | Osmoy-Saint-Valery              | Seine-Maritime          | Normandie                  | classé     | « PA00100787 », notice no PA00100787 | 49° 47′ 07″ nord, 1° 16′ 08″ est   |       |
| Maison                                                                   | Rouen                           | Seine-Maritime          | Normandie                  | inscrit    | « PA00101003 », notice no PA00101003 | 49° 26′ 27″ nord, 1° 05′ 43″ est   |       |
| Maison                                                                   | Rouen                           | Seine-Maritime          | Normandie                  | inscrit    | « PA00100956 », notice no PA00100956 | 49° 26′ 32″ nord, 1° 05′ 23″ est   |       |
| Tour du Beffroi                                                          | Rouen                           | Seine-Maritime          | Normandie                  | classé     | « PA00101010 », notice no PA00101010 | 49° 26′ 29″ nord, 1° 05′ 28″ est   |       |
| Château du Parc (puits)                                                  | Saint-Pierre-lès-Elbeuf         | Seine-Maritime          | Normandie                  | inscrit    | « PA00101044 », notice no PA00101044 | 49° 15′ 55″ nord, 1° 03′ 06″ est   |       |
| Hospice de Saint-Valery-en-Caux                                          | Saint-Valery-en-Caux            | Seine-Maritime          | Normandie                  | inscrit    | « PA00101051 », notice no PA00101051 | 49° 52′ 05″ nord, 0° 42′ 31″ est   |       |
| Église Saint-Martin de Tourville-sur-Arques                              | Tourville-sur-Arques            | Seine-Maritime          | Normandie                  | inscrit    | « PA00101065 », notice no PA00101065 | 49° 51′ 34″ nord, 1° 06′ 19″ est   |       |
| Château de Valmont                                                       | Valmont                         | Seine-Maritime          | Normandie                  | inscrit    | « PA00101076 », notice no PA00101076 | 49° 44′ 27″ nord, 0° 30′ 49″ est   |       |
| Croix hosannière de Veules-les-Roses                                     | Veules-les-Roses                | Seine-Maritime          | Normandie                  | inscrit    | « PA00101084 », notice no PA00101084 | 49° 52′ 35″ nord, 0° 47′ 55″ est   |       |
| Ferme du Couvent                                                         | Veules-les-Roses                | Seine-Maritime          | Normandie                  | inscrit    | « PA00101086 », notice no PA00101086 | 49° 52′ 19″ nord, 0° 47′ 52″ est   |       |
| Église Saint-Pierre de Bouchon                                           | Bouchon                         | Somme                   | Hauts-de-France            | classé     | « PA00116102 », notice no PA00116102 | 50° 02′ 10″ nord, 2° 01′ 40″ est   |       |
| Église de la Nativité de Campes                                          | Saint-Marcel-Campes             | Tarn                    | Occitanie                  | inscrit    | « PA00095639 », notice no PA00095639 | 44° 04′ 13″ nord, 1° 59′ 00″ est   |       |
| Halle de Beaumont-de-Lomagne                                             | Beaumont-de-Lomagne             | Tarn-et-Garonne         | Occitanie                  | classé     | « PA00095706 », notice no PA00095706 | 43° 52′ 57″ nord, 0° 59′ 19″ est   |       |
| Abbaye Saint-Pierre de Moissac                                           | Moissac                         | Tarn-et-Garonne         | Occitanie                  | classé     | « PA00095785 », notice no PA00095785 | 44° 06′ 19″ nord, 1° 05′ 04″ est   |       |
| Cathédrale Saint-Christophe                                              | Belfort                         | Territoire de Belfort   | Bourgogne-Franche-Comté    | classé     | « PA00101135 », notice no PA00101135 | 47° 38′ 19″ nord, 6° 51′ 50″ est   |       |
| Église Notre-Dame-de-l'Assomption du Plessis-Gassot                      | Le Plessis-Gassot               | Val-d'Oise              | Île-de-France              | classé     | « PA00080162 », notice no PA00080162 | 49° 02′ 03″ nord, 2° 24′ 49″ est   |       |
| Église Saint-Sulpice de Seraincourt                                      | Seraincourt                     | Val-d'Oise              | Île-de-France              | classé     | « PA00080209 », notice no PA00080209 | 49° 02′ 07″ nord, 1° 51′ 57″ est   |       |
| Chapelle Notre-Dame-de-l'Ormeau de Seillans                              | Seillans                        | Var                     | Provence-Alpes-Côte d'Azur | inscrit    | « PA00081732 », notice no PA00081732 | 43° 37′ 54″ nord, 6° 39′ 17″ est   |       |
| Porte de Saignon                                                         | Apt                             | Vaucluse                | Provence-Alpes-Côte d'Azur | inscrit    | « PA00081806 », notice no PA00081806 | 43° 52′ 32″ nord, 5° 24′ 00″ est   |       |
| Chapelle des Récollets de Bollène                                        | Bollène                         | Vaucluse                | Provence-Alpes-Côte d'Azur | inscrit    | « PA00081968 », notice no PA00081968 | 44° 16′ 49″ nord, 4° 44′ 52″ est   |       |
| Maison                                                                   | Mornas                          | Vaucluse                | Provence-Alpes-Côte d'Azur | inscrit    | « PA00082091 », notice no PA00082091 | 44° 12′ 22″ nord, 4° 43′ 39″ est   |       |
| Remparts de Pertuis                                                      | Pertuis                         | Vaucluse                | Provence-Alpes-Côte d'Azur | inscrit    | « PA00082135 », notice no PA00082135 | 43° 41′ 46″ nord, 5° 30′ 16″ est   |       |
| Maisons                                                                  | Vaison-la-Romaine               | Vaucluse                | Provence-Alpes-Côte d'Azur | inscrit    | « PA00082184 », notice no PA00082184 | 44° 14′ 19″ nord, 5° 04′ 20″ est   |       |
| Église Saint-Jean-Baptiste de Bourneau                                   | Bourneau                        | Vendée                  | Pays de la Loire           | classé     | « PA00110055 », notice no PA00110055 | 46° 32′ 23″ nord, 0° 49′ 02″ ouest |       |
| Cressonnière de Cezais                                                   | Cezais                          | Vendée                  | Pays de la Loire           | inscrit    | « PA00110064 », notice no PA00110064 | 46° 35′ 59″ nord, 0° 47′ 39″ ouest |       |
| Maison de Lebreton-des-Grapillères                                       | Noirmoutier-en-l'Île            | Vendée                  | Pays de la Loire           | inscrit    | « PA00110186 », notice no PA00110186 | 46° 59′ 57″ nord, 2° 14′ 32″ ouest |       |
| Église Notre-Dame d'Oulmes                                               | Oulmes                          | Vendée                  | Pays de la Loire           | classé     | « PA00110194 », notice no PA00110194 | 46° 23′ 54″ nord, 0° 39′ 52″ ouest |       |
| Pavillon Renaissance                                                     | La Roche-sur-Yon                | Vendée                  | Pays de la Loire           | inscrit    | « PA00110215 », notice no PA00110215 | 46° 40′ 11″ nord, 1° 25′ 21″ ouest |       |
| Château de Crémault                                                      | Bonneuil-Matours                | Vienne                  | Nouvelle-Aquitaine         | inscrit    | « PA00105355 », notice no PA00105355 | 46° 40′ 56″ nord, 0° 34′ 26″ est   |       |
| Abbaye de Moreaux                                                        | Champagné-Saint-Hilaire         | Vienne                  | Nouvelle-Aquitaine         | inscrit    | « PA00105377 », notice no PA00105377 | 46° 17′ 23″ nord, 0° 20′ 11″ est   |       |
| Église Saint-Maurice de Lathus-Saint-Rémy                                | Lathus-Saint-Rémy               | Vienne                  | Nouvelle-Aquitaine         | classé     | « PA00105482 », notice no PA00105482 | 46° 20′ 01″ nord, 0° 57′ 33″ est   |       |
| Hôtel-Dieu de Montmorillon                                               | Montmorillon                    | Vienne                  | Nouvelle-Aquitaine         | inscrit    | « PA00105548 », notice no PA00105548 | 46° 25′ 22″ nord, 0° 51′ 50″ est   |       |
| Palais des comtes du Poitou                                              | Poitiers                        | Vienne                  | Nouvelle-Aquitaine         | classé     | « PA00105653 », notice no PA00105653 | 46° 34′ 59″ nord, 0° 20′ 32″ est   |       |
| Maison                                                                   | Poitiers                        | Vienne                  | Nouvelle-Aquitaine         | inscrit    | « PA00105637 », notice no PA00105637 | 46° 35′ 12″ nord, 0° 20′ 33″ est   |       |
| Château de la Messelière                                                 | Queaux                          | Vienne                  | Nouvelle-Aquitaine         | inscrit    | « PA00105664 », notice no PA00105664 | 46° 17′ 27″ nord, 0° 40′ 37″ est   |       |
| Château de Saint-Julien-l'Ars                                            | Saint-Julien-l'Ars              | Vienne                  | Nouvelle-Aquitaine         | inscrit    | « PA00105692 », notice no PA00105692 | 46° 33′ 19″ nord, 0° 30′ 21″ est   |       |
| Prieuré de Savigny                                                       | Vouneuil-sur-Vienne             | Vienne                  | Nouvelle-Aquitaine         | inscrit    | « PA00105785 », notice no PA00105785 | 46° 42′ 32″ nord, 0° 33′ 49″ est   |       |
| Pavillon des Princes                                                     | Plombières-les-Bains            | Vosges                  | Grand Est                  | inscrit    | « PA00107224 », notice no PA00107224 | 47° 57′ 55″ nord, 6° 27′ 33″ est   |       |
| Église de Vaux                                                           | Auxerre                         | Yonne                   | Bourgogne-Franche-Comté    | classé     | « PA00113590 », notice no PA00113590 | 47° 45′ 20″ nord, 3° 35′ 25″ est   |       |
| Tour de l'Horloge                                                        | Avallon                         | Yonne                   | Bourgogne-Franche-Comté    | classé     | « PA00113614 », notice no PA00113614 | 47° 29′ 12″ nord, 3° 54′ 25″ est   |       |
| Abbaye de Vauluisant                                                     | Courgenay                       | Yonne                   | Bourgogne-Franche-Comté    | inscrit    | « PA00113657 », notice no PA00113657 | 48° 15′ 55″ nord, 3° 32′ 10″ est   |       |
| Croix de Lézinnes                                                        | Lézinnes                        | Yonne                   | Bourgogne-Franche-Comté    | inscrit    | « PA00113728 », notice no PA00113728 | 47° 48′ 10″ nord, 4° 05′ 08″ est   |       |
| Église Saint-Jean-Baptiste de Sacy                                       | Sacy                            | Yonne                   | Bourgogne-Franche-Comté    | classé     | « PA00113802 », notice no PA00113802 | 47° 40′ 04″ nord, 3° 49′ 01″ est   |       |
| Église de Soucy                                                          | Soucy                           | Yonne                   | Bourgogne-Franche-Comté    | inscrit    | « PA00113890 », notice no PA00113890 | 48° 15′ 00″ nord, 3° 19′ 25″ est   |       |
| Château de Fleurigny                                                     | Thorigny-sur-Oreuse             | Yonne                   | Bourgogne-Franche-Comté    | classé     | « PA00113900 », notice no PA00113900 | 48° 17′ 42″ nord, 3° 21′ 47″ est   |       |
| Hôtel Royal de Maisons-Laffitte                                          | Maisons-Laffitte                | Yvelines                | Île-de-France              | classé     | « PA00087496 », notice no PA00087496 | 48° 56′ 51″ nord, 2° 09′ 20″ est   |       |
| Église Saint-Nicolas de Tessancourt-sur-Aubette                          | Tessancourt-sur-Aubette         | Yvelines                | Île-de-France              | classé     | « PA00087651 », notice no PA00087651 | 49° 01′ 28″ nord, 1° 55′ 11″ est   |       |
| Église Saint-Martin de Verneuil-sur-Seine                                | Verneuil-sur-Seine              | Yvelines                | Île-de-France              | classé     | « PA00087662 », notice no PA00087662 | 48° 58′ 49″ nord, 1° 58′ 33″ est   |       |
| Immeuble                                                                 | Versailles                      | Yvelines                | Île-de-France              | inscrit    | « PA00087715 », notice no PA00087715 | 48° 48′ 11″ nord, 2° 07′ 23″ est   |       |
| Immeuble                                                                 | Versailles                      | Yvelines                | Île-de-France              | inscrit    | « PA00087722 », notice no PA00087722 | 48° 48′ 18″ nord, 2° 07′ 27″ est   |       |
| Immeuble                                                                 | Versailles                      | Yvelines                | Île-de-France              | inscrit    | « PA00087728 », notice no PA00087728 | 48° 48′ 18″ nord, 2° 07′ 37″ est   |       |
| Hôtel de Mademoiselle                                                    | Versailles                      | Yvelines                | Île-de-France              | inscrit    | « PA00087696 », notice no PA00087696 | 48° 48′ 18″ nord, 2° 07′ 32″ est   |       |
| Immeuble                                                                 | Versailles                      | Yvelines                | Île-de-France              | inscrit    | « PA00087717 », notice no PA00087717 | 48° 48′ 09″ nord, 2° 07′ 25″ est   |       |
| Immeuble                                                                 | Versailles                      | Yvelines                | Île-de-France              | inscrit    | « PA00087718 », notice no PA00087718 | 48° 48′ 09″ nord, 2° 07′ 25″ est   |       |
| Immeuble                                                                 | Versailles                      | Yvelines                | Île-de-France              | inscrit    | « PA00087727 », notice no PA00087727 | 48° 48′ 18″ nord, 2° 07′ 36″ est   |       |
| Pavillon d'octroi                                                        | Versailles                      | Yvelines                | Île-de-France              | classé     | « PA00087768 », notice no PA00087768 | 48° 48′ 48″ nord, 2° 07′ 39″ est   |       |
| Immeuble                                                                 | Versailles                      | Yvelines                | Île-de-France              | inscrit    | « PA00087716 », notice no PA00087716 | 48° 48′ 10″ nord, 2° 07′ 24″ est   |       |
| Immeuble                                                                 | Versailles                      | Yvelines                | Île-de-France              | inscrit    | « PA00087719 », notice no PA00087719 | 48° 48′ 08″ nord, 2° 07′ 26″ est   |       |
| Immeubles                                                                | Versailles                      | Yvelines                | Île-de-France              | inscrit    | « PA00087721 », notice no PA00087721 | 48° 48′ 06″ nord, 2° 07′ 29″ est   |       |
| Immeuble                                                                 | Versailles                      | Yvelines                | Île-de-France              | inscrit    | « PA00087720 », notice no PA00087720 | 48° 48′ 07″ nord, 2° 07′ 28″ est   |       |
| Immeuble                                                                 | Versailles                      | Yvelines                | Île-de-France              | inscrit    | « PA00087723 », notice no PA00087723 | 48° 48′ 17″ nord, 2° 07′ 29″ est   |       |
| Immeuble                                                                 | Versailles                      | Yvelines                | Île-de-France              | inscrit    | « PA00087724 », notice no PA00087724 | 48° 48′ 18″ nord, 2° 07′ 30″ est   |       |
| Immeuble                                                                 | Versailles                      | Yvelines                | Île-de-France              | inscrit    | « PA00087725 », notice no PA00087725 | 48° 48′ 18″ nord, 2° 07′ 32″ est   |       |
| Immeubles                                                                | Versailles                      | Yvelines                | Île-de-France              | inscrit    | « PA00087726 », notice no PA00087726 | 48° 48′ 18″ nord, 2° 07′ 33″ est   |       |
| Immeubles                                                                | Versailles                      | Yvelines                | Île-de-France              | inscrit    | « PA00087730 », notice no PA00087730 | 48° 48′ 07″ nord, 2° 07′ 14″ est   |       |
| Immeubles                                                                | Versailles                      | Yvelines                | Île-de-France              | inscrit    | « PA00087733 », notice no PA00087733 | 48° 48′ 29″ nord, 2° 07′ 27″ est   |       |
| Maison                                                                   | Versailles                      | Yvelines                | Île-de-France              | inscrit    | « PA00087760 », notice no PA00087760 | 48° 48′ 18″ nord, 2° 07′ 24″ est   |       |
| Hôtel de la Chancellerie                                                 | Versailles                      | Yvelines                | Île-de-France              | inscrit    | « PA00087692 », notice no PA00087692 | 48° 48′ 06″ nord, 2° 07′ 29″ est   |       |